# المرأة في الإسلام
أولى الإسلام المرأة اهتمامًا كبيرًا ونظر إليها نظرة تكريمٍ واعتزازٍ، فالمرأة في الإسلام هي الأم والأخت والابنة والعمة والخالة والجدة والزوجة، وقد كلَّفها الله مع الرجل في النهوض بمهمة الاستخلاف في الأرض، وتربية الأبناء وتنشأتهم تنشئة ،يؤمن المسلمون بأن الإسلام قد أعطى المرأة حقوقها بعد أن عانت في الجاهلية (ما قبل الإسلام) من ضياع أهم حق من حقوقها وهو الحق في الحياة. يتفق علماء الدين المسلمين إلى حد كبير على أنه في بداية الإسلام وتحديدًا في أوائل القرن السادس الميلادي، نزل الوحي من الله -عز و جل- ببيان حقوق المرأة لتشمل حق الميراث والتملك والزواج والنفقة وحقوقًا أخرى. كما نهى النبي محمد عن الإساءة للنساء وأمر بمعاملتهن بالحسنى والرحمة فقال في حجة الوداع: «استوصوا بالنساء خيرًا، فإنهن عندكم عوان لا يملكن لأنفسهن شيئًا، وإنكم إنما أخذتموهن بأمانة الله واستحللتم فروجهن بكلمات الله، فاعقلوا أيها الناس قولي». وفي صحيح الترمذي، يقول النبي محمد ﷺ: (أَكْمَلُ المؤْمِنين إيماناً أحْسَنُهم خُلُقاً، وَخِياركم خيارُكم لِنِسائهم). ويقول النبي محمد ﷺ أيضا:(اللَّهُمَّ إِنِّي أُحَرِّجُ حَقَّ الضَّعِيفَيْنِ الْيَتِيمِ وَالْمَرْأَةِ) أي عاملوهما برفق وشفقة، ولا تكلفوهما ما لا يطيقانه، ولا تقصِّروا في حقهما الواجب والمندوب.
كما يذكر التاريخ أيضا أن النبي محمد ﷺ وقبل وفاته بأيام قليلة خرج على الناس وكان مريضًا بشدة وألقى آخر خطبة عليهم فكان من جملة ما قاله وأوصى به: «أيها الناس، الله الله في الصلاة، الله الله في الصلاة». بمعنى أستحلفكم بالله العظيم أن تحافظوا على الصلاة، وظل يرددها إلى أن قال: «أيها الناس، اتقوا الله في النساء، اتقوا الله في النساء، اوصيكم بالنساء خيرا».
وقد راعت الشريعة الإسلامية الفروقات بين الذكر والأنثى، وبناءًا على هذه الفروقات الجسدية والسيكولوجية وضع الإسلام الأطر التي تحكم علاقة المرأة بالرجل والعكس وحدد حقوق كل منهما وواجباته تجاه الآخر. وبسبب هذه الإختلافات أصبح الرجل مسؤولًا عن رعاية المرأة وحمايتها وتوفير العيش الكريم لها وهو ما يسمى في الإسلام بالقوامة. كما أكد الإسلام على المساواة في الحقوق بين الرجل والمرأة منذ أمد بعيد. إذ جاء في سورة الحجرات: ﴿يَا أَيُّهَا النَّاسُ إِنَّا خَلَقْنَاكُمْ مِنْ ذَكَرٍ وَأُنْثَى وَجَعَلْنَاكُمْ شُعُوبًا وَقَبَائِلَ لِتَعَارَفُوا إِنَّ أَكْرَمَكُمْ عِنْدَ اللَّهِ أَتْقَاكُمْ إِنَّ اللَّهَ عَلِيمٌ خَبِيرٌ ۝١٣﴾ [الحجرات:13] وفي هذه الآية يُبين القرآن أن لا فضل للذكر على الأنثى أو العكس إلا بالتقوى والعمل الصالح. يُذكر أن الإعلان التاريخي الذي اعتمدته الجمعية العامة للأمم المتحدة فيما يتعلق بالمرأة وحقوق الإنسان والذي ينص على: (يولد جميع الناس أحرارا ومتساوين في الكرامة والحقوق) قد أٌقر في 10 نوفمبر 1948، مما يعني أن الإسلام قد سبق بذلك العديد من التشريعات العالمية المعاصرة في موضوع المساواة بين الجنسين بما لا يقل عن 1000 عام.
كثيرًا ما تُثار تساؤلات وانتقادات حول وضع المرأة في الشريعة الإسلامية، لا سيّما في ما يتعلّق بحقوقها ودورها في المجتمع. وفي هذا السياق، تُستند بعض الطروحات إلى مفاهيم مغلوطة أو تأويلات غير دقيقة للنصوص الدينية، وأحيانًا إلى أحاديث ضعيفة أو خارجة عن سياقها، لتقديم صورة سلبية عن معاملة الإسلام للمرأة. وتُوظّف هذه التصورات في بعض الخطابات الحقوقية والإعلامية، بهدف الإيحاء بأن الشريعة الإسلامية تتسم بطابع تمييزي ضد النساء، وهو ما يثير جدلاً واسعًا في الأوساط الفكرية والقانونية.. تقول الكاتبة الناشطة البريطانية في مجال حقوق المرأة آني بيزنت: «يوجد سوء فهم للإسلام أكثر بكثير مما يوجد (كما أعتقد) في الديانات الأخرى في العالم. هناك أشياء كثيرة قيل عنها من قبل أولئك الذين لا ينتمون إلى هذا الإيمان.» ، ويقول عالم النفس الإجتماعي الفرنسي جوستاف لوبون في كتابه حضارة العرب: «فضل الإسلام لم يقتصر على رفع شأن المرأة، بل نضيف إلى هذا أنه أول دين فعل ذلك»

## واقع المرأة بين الشرق والغرب

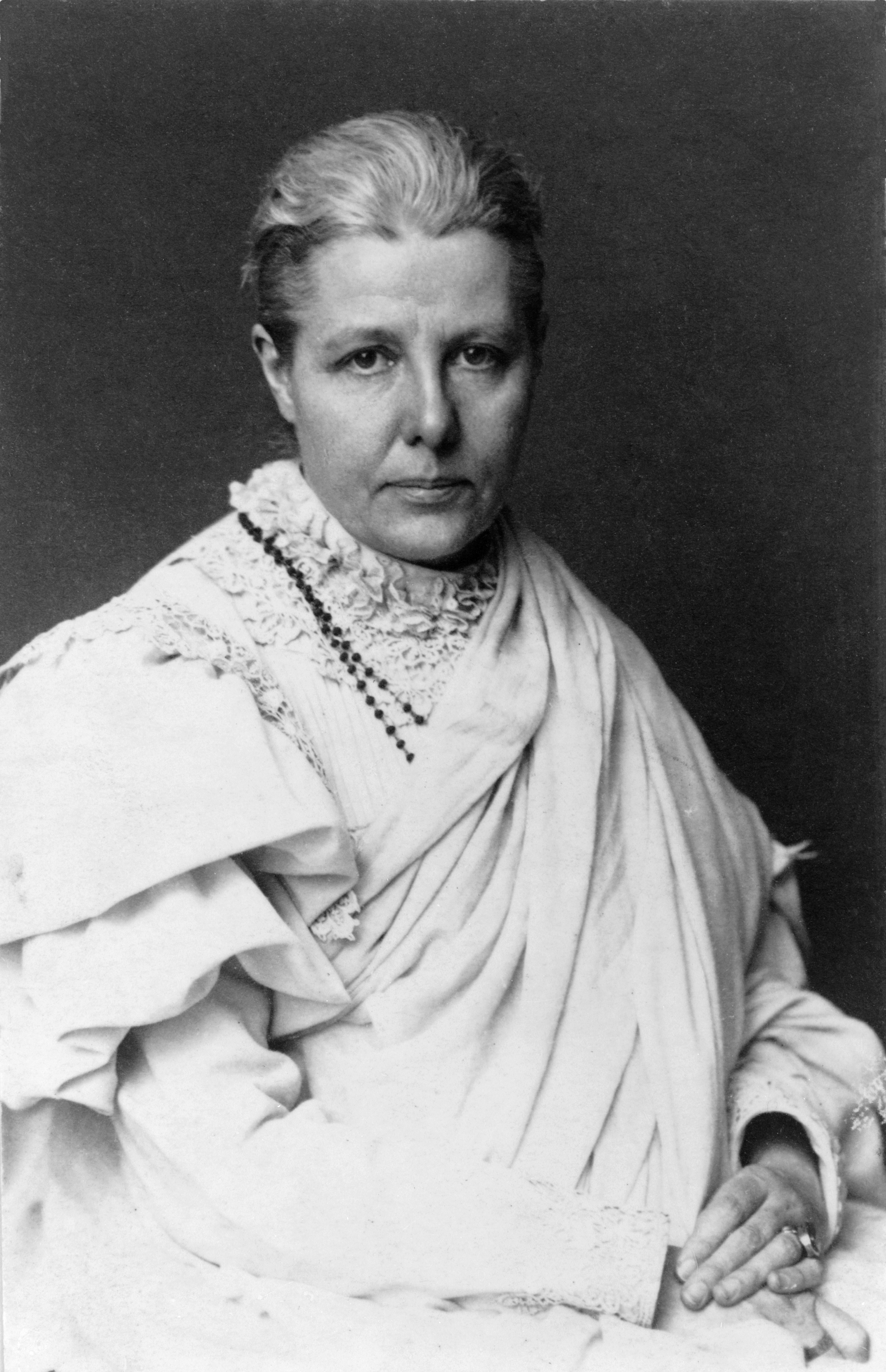
الناشطة البريطانية في مجال حقوق المرأة - آني بيزنت صاحبة المقولة:
"القانون الإسلامي فيما يتعلق بالمرأة، هو النمط الذي يجب أن يكون عليه القانون الأوروبي.

تعود جذور حركة حقوق المرأة في الولايات المتحدة إلى القرن الثامن عشر، حيث بدأت تظهر ملامح المطالبة بالمساواة وتحقيق العدالة بين الجنسين. وقد شهد القرن التاسع عشر وبدايات القرن العشرين مجموعة من التحولات القانونية البارزة في هذا المجال؛ فقد تم إعداد مسودة قانون تمنح النساء حق التصويت في عام 1869، وفي عام 1900 أُقرّت قوانين تتيح للمرأة المتزوجة التحكم في ممتلكاتها وأرباحها. وتُوِّج هذا المسار بإقرار التعديل التاسع عشر للدستور الأميركي عام 1920، الذي منح المرأة رسميًا حق التصويت.
تواصلت الإنجازات في العقود اللاحقة، حيث حصلت النساء على الحق القانوني في تقاضي الحد الأدنى للأجور دون تمييز على أساس الجنس عام 1938، تلاه قانون الأجور العادلة عام 1963، ثم قانون المساواة في فرص التعليم عام 1972. كما شهدت فترة السبعينيات اعتماد مجموعة من التشريعات التي وسّعت من حقوق المرأة في ما يتعلّق بالصحة والحقوق الإنجابية، خاصة في الأعوام 1972 و1973 و1978. كذلك، أُقرت قوانين لمكافحة العنف ضد المرأة والتحرش الجنسي، وتم الاعتراف بهذه الممارسات كأشكال من التمييز الجنسي الممنوع بموجب قانون الحقوق المدنية لعام 1964.
تُعد مسألة مكانة المرأة في الإسلام من أبرز القضايا التي حظيت باهتمام متزايد في الأوساط الغربية خلال العقود الأخيرة، وأثارت جدلاً واسعًا على المستويين الفكري والإعلامي. وقد تناول عدد كبير من العلماء والفقهاء المسلمين، إضافة إلى بعض المستشرقين من غير المسلمين، هذه القضية في دراسات موسعة حاولوا من خلالها تفنيد الشبهات المثارة حول وضع المرأة في الشريعة الإسلامية، وتقديم قراءة تفسيرية للنصوص الدينية ذات الصلة.
ورغم اتفاق الغالبية في مجمل التصورات، فقد ظهرت بعض الاختلافات بين العلماء بشأن مسائل فقهية محدودة، لا تُعد من القضايا الجوهرية. إلا أن منتقدي الإسلام استغلوا هذه التباينات في وجهات النظر لتوجيه اتهامات بالدونية والتمييز على أساس الجنس، مؤكدين أن الإسلام – بحسب زعمهم – لا يُقر بالمساواة الكاملة بين المرأة والرجل، وينظر إلى المرأة على أنها أقل منزلة، وهو ما اعتبروه تعارضًا مع مبادئ المساواة المنصوص عليها في الإعلان العالمي لحقوق الإنسان.
في المقابل، يُبدي العديد من المفكرين والعلماء في العالم الإسلامي رفضًا لتدخل الدول الغربية في شؤون حقوق المرأة المسلمة، معتبرين أن هذا التدخل لا ينطلق من دوافع إنسانية خالصة، بل يُنظر إليه باعتباره محاولة لفرض قيم ثقافية مغايرة، تمس خصوصية المجتمعات الإسلامية وتُهدّد منظومتها الأخلاقية والاجتماعية. ويرى هؤلاء أن الخطاب الغربي حول حقوق المرأة يحمل في طياته تناقضات جوهرية، إذ إن المجتمعات التي تدعو إلى المساواة وكرامة المرأة، كثيرًا ما تُتهم بتشييء النساء وتحويلهن إلى أدوات للمتعة أو الاستهلاك في الإعلام والإعلانات والثقافة الشعبية.
ويُستدل في هذا السياق بأن العلاقات في بعض المجتمعات الغربية قد تقوم على أسس مؤقتة أو مصلحية لا تُعلي من شأن الالتزام أو المسؤولية، بخلاف التصور الإسلامي الذي يُقدّم نموذجًا للعلاقة الزوجية قائمًا على المودة والرحمة والتكامل في الأدوار، حيث تُعامل المرأة بوصفها شريكة حياة، لها مكانتها وحقوقها وكرامتها، ضمن إطار من الالتزام الأسري والمسؤولية المشتركة.
ويؤكد بعض المفكرين، بوجود صراع ومواجهة بشأن مكانة ومسؤولية المرأة، وفيما يلي نموذجين لحالة صحوة الضمير بشأن المرأة والأسرة والمجتمع:
من التجربة الماركسية الشيوعية: يقول جورباتشوف في كتابه « بيريسترويكا »:
إلى أن يقول:
من التجربة الليبرالية: يقول جيمس بيكر وزير الخارجية الأمريكي الأسبق:
وفي مقالة ثانية له نشرت في نفس المرجع السابق:
ويختم فيقول:
وعلى خلاف ما هو شائع في العديد من الثقافات الأخرى، أقرّ الإسلام منذ بداياته، وفقًا لأحكام الشريعة، حق المرأة في الاحتفاظ باسم عائلتها دون أن يُلحق باسم زوجها بعد الزواج. فقد شكّل الاسم العائلي للمرأة المسلمة عنصرًا ثابتًا في هويتها القانونية والاجتماعية، يُستخدم للتعريف بها بصفتها الفردية، دون أن يتغير بمرور الحالة الزوجية، سواء كانت متزوجة أو مطلقة أو أرملة. ولم يُسجَّل في التاريخ الإسلامي أي توجه مؤسسي أو اجتماعي لتغيير أسماء النساء بعد الزواج، الأمر الذي يعكس احترامًا لاستقلالية المرأة وشخصيتها القانونية في المجتمع الإسلامي.
غير أن هذه القاعدة الثقافية تعرضت لضغوط متزايدة مع انتشار أنماط الدولة الحديثة ذات الطابع البيروقراطي المستوحى من النماذج الغربية، منذ القرن التاسع عشر فصاعدًا في العديد من أنحاء العالم الإسلامي. وقد أدى ذلك إلى تبني بعض الممارسات الإدارية الجديدة، من بينها شيوع تغيير اسم المرأة بعد الزواج في بعض المجتمعات الإسلامية، رغم أنه لا يجد سندًا في الشريعة الإسلامية.
وفي المقابل، تُظهر الثقافات الغربية نهجًا مختلفًا في هذا الصدد، حيث تُغيّر كثير من النساء أسماءهن العائلية بعد الزواج. فعلى سبيل المثال، كانت زوجة الرئيس الأمريكي الأسبق باراك أوباما تُدعى قبل الزواج ميشيل لافون روبنسون، ثم أصبحت تُعرف بميشيل أوباما. وبالمثل، تغير اسم زوجة الرئيس الفرنسي إيمانويل ماكرون من بريجيت ماري إلى بريجيت ماكرون بعد الزواج.
أما في السياق الإسلامي، فالمثال البارز هو السيدة خديجة بنت خويلد، أولى زوجات النبي محمد صلى الله عليه وسلم، والتي احتفظت باسمها الكامل دون تغيير بعد الزواج. وينطبق ذلك على العديد من النساء في التاريخ الإسلامي، اللواتي ظللن يُنسبن إلى آبائهن حتى لو كانوا على غير دين الإسلام، مما يعزز الفكرة بأن الشريعة الإسلامية كانت حريصة على الحفاظ على هوية المرأة واستقلالها الشخصي.

## نظرة الإسلام للمرأة

### المساواة

#### المساواة في المسؤوليات مع الرجل
ينظر الإسلام إلى المرأة بوصفها شريكة متكافئة للرجل في تحمّل مسؤوليات الحياة، إذ تضطلع بدور محوري في الأسرة والمجتمع على حد سواء. ويُقرّ الإسلام بمكانة المرأة وقدرها، معتبرًا إياها مساوية للرجل في الأصل الإنساني والكرامة، وفي الحقوق والواجبات، باستثناء بعض الأحكام التي اقتضتها الفروق الفطرية والتكامل في الأدوار، كما حددتها الشريعة الإسلامية.
وقد عبّر النبي محمد صلى الله عليه وسلم عن هذا المبدأ بحديثه: «إنما النساء شقائق الرجال»، في إشارة واضحة إلى التماثل في الأصل والمكانة، والشراكة في التكليف والمسؤولية، مما يؤكد أن الإسلام لا ينظر إلى المرأة نظرة دونية، بل يعدّها عنصرًا أساسيًا في البناء الحضاري والاجتماعي.
لم يُميز الإسلام بين الرجل والمرأة في أصل الخلق والكرامة الإنسانية، بل قرر مبدأ المساواة بينهما منذ النشأة الأولى للبشرية. وقد ورد في القرآن الكريم قوله تعالى:﴿يَا أَيُّهَا النَّاسُ إِنَّا خَلَقْنَاكُمْ مِنْ ذَكَرٍ وَأُنْثَى وَجَعَلْنَاكُمْ شُعُوبًا وَقَبَائِلَ لِتَعَارَفُوا إِنَّ أَكْرَمَكُمْ عِنْدَ اللَّهِ أَتْقَاكُمْ إِنَّ اللَّهَ عَلِيمٌ خَبِيرٌ ۝١٣﴾ [الحجرات:13]، وهو نص يؤكد أن معيار التفاضل بين البشر ليس الجنس أو النسب، بل التقوى والعمل الصالح. وقد فسر الإمام الطبري هذه الآية بقوله: "إن أكرمكم عند الله أتقاكم"، أي أشدكم التزامًا بأوامر الله واجتنابًا لنواهيه.
وتشارك المرأة الرجل في تحمّل مسؤولية الاستخلاف في الأرض، وهي المهمة التي عهد الله بها إلى الإنسان منذ بدء الخليقة، كما جاء في قوله تعالى:﴿وَإِذْ قَالَ رَبُّكَ لِلْمَلَائِكَةِ إِنِّي جَاعِلٌ فِي الْأَرْضِ خَلِيفَةً قَالُوا أَتَجْعَلُ فِيهَا مَنْ يُفْسِدُ فِيهَا وَيَسْفِكُ الدِّمَاءَ وَنَحْنُ نُسَبِّحُ بِحَمْدِكَ وَنُقَدِّسُ لَكَ قَالَ إِنِّي أَعْلَمُ مَا لَا تَعْلَمُونَ ۝٣٠﴾ [البقرة:30] فالخلافة في الأرض تكليف مشترك بين الجنسين، يتجسد في عمارة الأرض بالعدل والعمل الصالح.
وتبيّن آية أخرى أن المرأة كانت شريكًا للرجل في الخلق والوجود الإنساني: ﴿يَا أَيُّهَا النَّاسُ اتَّقُوا رَبَّكُمُ الَّذِي خَلَقَكُمْ مِنْ نَفْسٍ وَاحِدَةٍ وَخَلَقَ مِنْهَا زَوْجَهَا وَبَثَّ مِنْهُمَا رِجَالًا كَثِيرًا وَنِسَاءً وَاتَّقُوا اللَّهَ الَّذِي تَسَاءَلُونَ بِهِ وَالْأَرْحَامَ إِنَّ اللَّهَ كَانَ عَلَيْكُمْ رَقِيبًا ۝١﴾ [النساء:1]، وهو ما يعكس تكامل الأدوار بين الرجل والمرأة في نشأة البشرية واستمرارها. ويتحمّل كل من الرجل والمرأة مسؤولية متساوية في بناء الأسرة وتربية الأجيال، فقد قال النبي محمد صلى الله عليه وسلم: «كلكم راع وكلكم مسؤول عن رعيته» مما يدل على أن كلاً من الزوجين يتحمل واجبات تربوية وأخلاقية ضمن محيط الأسرة والمجتمع، وأن المسؤولية لا تقتصر على أحدهما دون الآخر.

#### المساواة في الثواب والعقاب
لا يفرق الإسلام بين الرجل والمرأة فيما يتعلق بالأجر والثواب على القيام بالأعمال الصالحة أو بالعقاب على ارتكاب المعاصي، فلكلٍّ منها جزاء ما عمِل. ويؤكد القرآن على هذا المبدأ في أكثر من موضع منها في سورة النحل: ﴿مَنْ عَمِلَ صَالِحًا مِنْ ذَكَرٍ أَوْ أُنْثَى وَهُوَ مُؤْمِنٌ فَلَنُحْيِيَنَّهُ حَيَاةً طَيِّبَةً وَلَنَجْزِيَنَّهُمْ أَجْرَهُمْ بِأَحْسَنِ مَا كَانُوا يَعْمَلُونَ ۝٩٧﴾ [النحل:97] وفي سورة غافر: ﴿مَنْ عَمِلَ سَيِّئَةً فَلَا يُجْزَى إِلَّا مِثْلَهَا وَمَنْ عَمِلَ صَالِحًا مِنْ ذَكَرٍ أَوْ أُنْثَى وَهُوَ مُؤْمِنٌ فَأُولَئِكَ يَدْخُلُونَ الْجَنَّةَ يُرْزَقُونَ فِيهَا بِغَيْرِ حِسَابٍ ۝٤٠﴾ [غافر:40]
ومثلما ساوى الإسلام بالثواب فقد ساوى أيضًا بالعقاب ولم يجعل لأحدها استثناء عن الآخر، يقول الله في القرآن عن عقوبة الزنا: ﴿الزَّانِيَةُ وَالزَّانِي فَاجْلِدُوا كُلَّ وَاحِدٍ مِنْهُمَا مِائَةَ جَلْدَةٍ وَلَا تَأْخُذْكُمْ بِهِمَا رَأْفَةٌ فِي دِينِ اللَّهِ إِنْ كُنْتُمْ تُؤْمِنُونَ بِاللَّهِ وَالْيَوْمِ الْآخِرِ وَلْيَشْهَدْ عَذَابَهُمَا طَائِفَةٌ مِنَ الْمُؤْمِنِينَ ۝٢﴾ [النور:2] وعن عقوبة السرقة: ﴿وَالسَّارِقُ وَالسَّارِقَةُ فَاقْطَعُوا أَيْدِيَهُمَا جَزَاءً بِمَا كَسَبَا نَكَالًا مِنَ اللَّهِ وَاللَّهُ عَزِيزٌ حَكِيمٌ ۝٣٨﴾ [المائدة:38]
كما أشار القرآن إلى الرجال والنساء معًا في الأمر بالمعروف والنهي عن المنكر وجعله من صفات المؤمنين يقول الله في سورة التوبة: ﴿وَالْمُؤْمِنُونَ وَالْمُؤْمِنَاتُ بَعْضُهُمْ أَوْلِيَاءُ بَعْضٍ يَأْمُرُونَ بِالْمَعْرُوفِ وَيَنْهَوْنَ عَنِ الْمُنْكَرِ وَيُقِيمُونَ الصَّلَاةَ وَيُؤْتُونَ الزَّكَاةَ وَيُطِيعُونَ اللَّهَ وَرَسُولَهُ أُولَئِكَ سَيَرْحَمُهُمُ اللَّهُ إِنَّ اللَّهَ عَزِيزٌ حَكِيمٌ ۝٧١﴾ [التوبة:71].

### التكريم

#### حرمة الإعتداء على النفس
كرم الإسلام الأنسان سواءًا كان ذكرًا أم انثى وفضله على باقي المخلوقات، ومن مظاهر تكريمه للإنسان هو منحه العقل الذي يتدبر فيه أمور دينه ودنياه. وقد جاءت العديد من آيات القرآن لتأكد على مبدأ تكريم الإنسان والمساواة بين الجنسين يقول الله في سورة الإسراء: ﴿وَلَقَدْ كَرَّمْنَا بَنِي آدَمَ وَحَمَلْنَاهُمْ فِي الْبَرِّ وَالْبَحْرِ وَرَزَقْنَاهُمْ مِنَ الطَّيِّبَاتِ وَفَضَّلْنَاهُمْ عَلَى كَثِيرٍ مِمَّنْ خَلَقْنَا تَفْضِيلًا ۝٧٠﴾ [الإسراء:70].
كما حفظ الإسلام للإنسان حقّه في حياةٍ آمنةٍ ومكرّمةٍ فجعل نفسه معصومةً، قال الله تعالى: (وَلاَ تَقْتُلُواْ النَّفْسَ الَّتِي حَرَّمَ اللّهُ إِلاَّ بِالحَقِّ)، وجعل الاعتداء عليه بالقتل جريمةً تستحقّ القصاص فقال الله: (وَكَتَبْنَا عَلَيْهِمْ فِيهَا أَنَّ النَّفْسَ بِالنَّفْسِ).
يرفض الإسلام بشدة قتل النساء أو الفتيات لمجرد الشك في تصرفاتهن أو أخلاقهن وهو ما يسمى اليوم بجرائم الشرف التي لها ارتباط بالعادات والتقاليد أكثر من ارتباطها بالدين، ففي الإسلام يخضع المسلمون لشرع الله وليس للعادات والتقاليد، فالشرع هو الحاكم عليها وليست العادات هي الحاكمة عليه، ومن تلك التقاليد الأخذ بالثأر والقتل بدعوى الحفاظ على الشرف خارج إطار أحكام الشريعة.
وقد وصف الإسلام قتل النفس بأنه أعظم الجرائم بعد الشرك بالله يقول الله في سورة النساء ﴿وَمَنْ يَقْتُلْ مُؤْمِنًا مُتَعَمِّدًا فَجَزَاؤُهُ جَهَنَّمُ خَالِدًا فِيهَا وَغَضِبَ اللَّهُ عَلَيْهِ وَلَعَنَهُ وَأَعَدَّ لَهُ عَذَابًا عَظِيمًا ۝٩٣﴾ [النساء:93]، وفي حال قام الرجل بقتل زوجته بمجرد الاتهام بالزنا من غير أدلة فحكمه هو القصاص بالإجماع (أي القتل) ومثل ذلك إذا اتهم أخته أو ابنته من غير أدلة فلا يجوز له الإقدام على عقابها أو قتلها، لأن الكثير من حالات القتل بادعاء الحفاظ على شرف العائلة تكون المرأة فيها مظلومة ظلمًا شديدًا، فقد تُقتل لمجرد الشك في تصرفاتها. فالأحكام الشرعية في الإسلام تبنى على اليقين وغلبة الظن المبني على الأدلة الواضحة، ولا تبنى على الشك والوهم. ومثل ذلك هو القتل بسبب مقدمات الزنا من تقبيل أو عناق أو رسائل غرامية أو خلوة غير شرعية وما شابه ذلك مما ليس فيه زنا صريح، فهذا لا يحل له القتل بحال، وإنما الواجب في ذلك التعزير ممن له الولاية الشرعية.
على النقيض الآخر يُعتبر الزنا في الإسلام كبيرة مِن كبائر الذنوب، ورذيلة من رذائل الأفعال، وقد نهى عنه الإسلام في العديد من النصوص، يقول الله في سورة الإسراء: ﴿وَلَا تَقْرَبُوا الزِّنَى إِنَّهُ كَانَ فَاحِشَةً وَسَاءَ سَبِيلًا ۝٣٢﴾ [الإسراء:32]. شدد الإسلام على أن مسؤولية إقامة الحدود هي من اختصاص الحاكم أو ولي أمر المسلمين أو من ينوب عنه كالمحاكم الشرعية وليست للأفراد، وذلك في إجراءات الإثبات والتنفيذ، وهذا محل اتفاق بين فقهاء الإسلام فقد جاء في الموسوعة الفقهية: «يتفق الفقهاء على أن الذي يقيم الحد هو الإمام أو نائبه، سواء كان الحد حقًا لله تعالى كحد الزنى، أو لآدمي كحد القذف».

#### عقاب الطعن في الأعراض
من مظاهر تكريم الإسلام للمرأة أنه واجه قذف المحصنات (أي العفيفات الطاهرات) بعقوبة رادعة وعادلة. والقذف هو الإتهام بارتكاب الفاحشة بدون الأستناد على أدلة أو الطعن في النسب أو ما يشابهه من الأمور التي تطعن في العِرض. وقد حفظ الإسلام للمرأة كرامتها وسمعتها وقرر عقوبة 80 جلدة لكل من يتهم امرأة عفيفة في عرضها، ووصف من يفعلون ذلك بأنهم فاسقون لا تقبل شهادتهم، يقول الله في سورة النور: ﴿وَالَّذِينَ يَرْمُونَ الْمُحْصَنَاتِ ثُمَّ لَمْ يَأْتُوا بِأَرْبَعَةِ شُهَدَاءَ فَاجْلِدُوهُمْ ثَمَانِينَ جَلْدَةً وَلَا تَقْبَلُوا لَهُمْ شَهَادَةً أَبَدًا وَأُولَئِكَ هُمُ الْفَاسِقُونَ ۝٤﴾ [النور:4]
يعتبر قذف المحصنات من أشد المحرمات في الإسلام، وقد عد النبي محمد ﷺ هذا الفعل من الموبقات (أي المهلكات في الإثم) يقول النبي محمد ﷺ في الحديث:«اجتنبوا السبع الموبقات، قالوا: يا رسول الله وما هن؟ قال: «الشرك بالله، والسحر، وقتل النفس التي حرم الله إلا بالحق، وأكل الربا، وأكل مال اليتيم، والتولي يوم الزحف، وقذف المحصنات المؤمنات الغافلات»
وهذا الاتهام له تأثير مدمر على المرأة المقذوفة، فإذا كانت متزوجة ربما أدى ذلك إلى طلاقها، بالإضافة إلى وصمة العار التي ستتبعها هي وأسرتها، وما يرافق الطلاق في مثل هذه الظروف من تفتيت للأسرة وضياع أولاد المرأة المتهمة بالزنا، وإذا لم تكن متزوجة قد يؤدي اتهامها بالزنا إلى عدم الزواج منها، فتمكث محرومة من الزوج والولد في مجتمع ينظر إليها على أنها زانية، ولا يخفى ما لذلك من خطورة على استقرار المجتمع.
وقد قال الله تعالى في آية القذف: ﴿المحصنات﴾ على التأنيث لأن العار الذي يلحق المرأة جراء القذف أشنع وأخطر من قذف الرجل، وقوله الله: ﴿ يَرْمُونَ﴾ أصله الرمي أي القذف بالحجارة أو بشيء صلب، ثم استعير هذا اللفظ للقذف باللسان، لأنه يشبه الأذى الحسي من شدة إيلامه وحدَّة وقعه على النفس.

#### تكريم المرأة بالزواج الشرعي
ألغى الإسلام كل أنواع الزواج التي كانت تمارس في الجاهلية والتي كانت لا تحفظ للمرأة حقوقها وتنال من كرامتها وتحط من قيمتها. يُذكر أن العرب في الجاهلية مارسوا عدة أنواع من النكاح (الزواج) منها:
- نكاح الإستبضاع: وهو قول الرّجل لزوجته في الجاهليّة:«أرسلي إلى فلانٍ فاستبضعي منه» أي اطلبي منه المباضعة (الجماع)، ويحدث الاستبضاع رغبة في أن ينجب الرجل طفلًا يحمل صفات الرجل الآخر من شجاعةٍ وفروسية وحكمة وقيادة.
- نكاح الرهط: وهو أن يجتمع عشرة من الرجال أو اقل وينكحون امرأة واحدة، فإذا حملت أرسلت إليهم جميعًا، ثمّ تختار من بينهم من يكون والد الجنين الذي في بطنها.[29]
- نكاح البغايا (أو أصحاب الرايات): وهو أن يجتمع عدد كبير من الرجال وينكحون امرأة واحدة حيث كانت المرأة منهن ترفع الراية (ويقال إنها كانت حمراء) علامة على أنها جاهزة فيأتيها الرجال.
- نكاح البدل (الشغار): وهو أن يقول الرجل للرجل: زوجني ابنتك وأزوجك ابنتي، أو زوجني أختك وأزوجك أختي.[29]

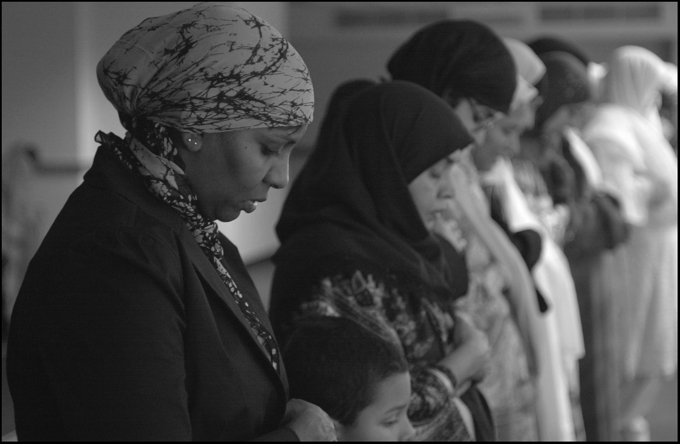
نساء مسلمات في صلاة الجمعة بمسجد مدينة كينت، أوهايو

عندما بعث النبي محمد ﷺ برسالة الإسلام كان من جملة من فعله لإصلاح المجتمع وتكريم المرأة هو هدم جميع أنواع نكاح أهل الجاهلية وتحريمه. شرَّع النبي محمد ﷺ نكاحًا واحدًا فقط وهو النكاح القائم على الشهود والمهر والإيجاب والقبول وغيرها من شروط الزواج في الإسلام من أجل حفظ حقوق المرأة على زوجها وحمايتها من الإبتذال، ولا يزال المسلمون يسيرون على هذا النهج حتى اليوم.
تصف عائشة زوجة النبي محمد أنواع النكاح في الجاهلية فتقول:
كانَ النِّكاحَ في الجاهليَّةِ على أربعةِ أنحاءٍ فكانَ منها نكاحُ النَّاسِ اليومَ يخطبُ الرَّجلُ إلى الرَّجلِ وليَّتَهُ فيُصدِقُها ثمَّ ينكحُها ونكاحٌ آخرُ كانَ الرَّجلُ يقولُ لامرأتِهِ إذا طهُرَت من طمثِها أرسلي إلى فلانٍ فاستبضعي منهُ ويعتزلُها زوجُها ولا يمسُّها أبدًا حتَّى يتبيَّنَ حملُها من ذلكَ الرَّجلِ الَّذي تستبضعُ منهُ فإذا تبيَّنَ حملُها أصابَها زوجُها إن أحبَّ وإنَّما يفعلُ ذلكَ رغبةً في نجابةِ الولدِ فكانَ هذا النِّكاحُ يسمَّى نكاحَ الاستبضاعِ ونكاحٌ آخرُ يجتمعُ الرَّهطُ دونَ العشرةِ فيدخلونَ على المرأةِ كلُّهم يصيبُها فإذا حملت ووضعت ومرَّ ليالٍ بعدَ أن تضعَ حملَها أرسلت إليهم فلم يستطع رجلٌ منهم أن يمتنِعَ حتَّى يجتمعوا عندَها فتقولُ لهم قد عرفتُمُ الَّذي كانَ من أمرِكم وقد ولدتُ وهوَ ابنُكَ يا فلانُ فتسمِّي من أحبَّت منهم باسمِهِ فيَلحقُ بهِ ولدُها ونكاحٌ رابعٌ يجتمعُ النَّاسُ الكثيرُ فيدخلونَ على المرأةِ لا تمتنعُ مِمَّن جاءها وهنَّ البغايا كنَّ ينصبنَ على أبوابِهنَّ راياتٍ يكنَّ علمًا لمن أرادهنَّ دخلَ عليهنَّ فإذا حملت فوضعت حملَها جمعوا لها ودعوا لهمُ القافةَ ثمَّ ألحقوا ولدَها بالَّذي يرونَ فالتاطهُ ودُعيَ ابنَهُ لا يمتنعُ من ذلكَ فلمَّا بعثَ اللَّهُ محمَّدًا صلَّى اللَّهُ عليهِ وسلَّمَ هدمَ نكاحَ أهلِ الجاهليَّةِ كلَّهُ إلَّا نكاحَ أهلِ الإسلامِ اليومَ.
كان من عادة الرجال أيضا أن يتزوجوا النساء لأسباب دنيوية أو مادية وغيرها بينها النبي محمد ﷺ في هذا الحديث حيث قال: «تُنْكَحُ الْمَرْأَةُ لِأَرْبَعٍ : لِمَالِهَا، وَلِحَسَبِهَا، وَلِجَمَالِهَا، وَلِدِينِهَا، فَاظْفَرْ بِذَاتِ الدِّينِ تَرِبَتْ يَدَاكَ».
ومعنى تنكح المرأة لأربع: أي أنَّ الناس في غالب الأحوال إنما تتوجه مطالبهم وأنظارهم إلى هذه الأوصاف الأربع واضعين الدين أو الأخلاق كآخر ما يُنظر إليه وهو ما يُرى بوضوح ٍ اليوم حيث انتهت العديد من الزيجات بالطلاق بسبب قيامها على أمور مادية أو دنيوية. من وجه نظر الإسلام فإن الزواج غالبًا ما يفشل إذا تزوج الرجل من إمراة أختارها بناءًا على درجة جمالها أو مقدار ما تملكه من مال أو الحسب فقط (أي المكانة الإجتماعية والنسب). يطلب النبي محمد ﷺ من الرجال في هذا الحديث أن يكون اختيارهم لزوجاتهم أساسه أولًا الدين والأخلاق .

#### تكريم المرأة كأم
تحتل الأم مكانة متميزة وعظيمة في الدين الإسلامي، فقد حرص الإسلام على الوفاء للأم وحث المسلم على البر بأمه ورد الجميل لها، يقول الله في سورة الإسراء: ﴿وَقَضَى رَبُّكَ أَلَّا تَعْبُدُوا إِلَّا إِيَّاهُ وَبِالْوَالِدَيْنِ إِحْسَانًا إِمَّا يَبْلُغَنَّ عِنْدَكَ الْكِبَرَ أَحَدُهُمَا أَوْ كِلَاهُمَا فَلَا تَقُلْ لَهُمَا أُفٍّ وَلَا تَنْهَرْهُمَا وَقُلْ لَهُمَا قَوْلًا كَرِيمًا ۝٢٣﴾ [الإسراء:23] حيث اقترنت عبادة الله بالإحسان إلى الوالدين.
ومن مظاهر تكريم الإسلام للأم أنه أمر بالإنفاق عليها وطاعتها والسهر على رعايتها والدعاء لها بالرحمة. كما لا بد أن يكون الابن قريبًا من أمه يرعاها على أفضل ما تكون الرعاية، ولذلك قال كثير من العلماء باستحباب سكن الابن مع والديه أو بالقرب منهما لتقديم الرعاية لهما والاطمئنان عليهما باستمرار. كما أوجب الإسلام الإنفاق عليها إذا كانت في حاجة إلى المال.
وقد نُقل عن النبي محمد ﷺ العديد من الأحاديث التي تبين فضل الأم ومكانتها في الإسلام منها أن أحد الصحابة واسمه معاوية بن جاهمة السلمي طلب أن يجاهد مع النبي محمد ﷺ، إلا أن النبي رفض لأن أم معاوية كانت على قيد الحياة، فأمره النبي بالعودة إليها ورعايتها. يقول معاوية: «يا رسولَ اللَّهِ إنِّي كنتُ أردتُ الجِهادَ معَكَ أبتغي بذلِكَ وجْهَ اللَّهِ والدَّارَ الآخرةَ قالَ ويحَكَ أحيَّةٌ أمُّكَ قُلتُ نعَم قالَ ارجَع فبِرَّها ثمَّ أتيتُهُ منَ الجانبِ الآخَرِ فقلتُ يا رسولَ اللَّهِ إنِّي كنتُ أردتُ الجِهادَ معَكَ أبتغي بذلِكَ وجهَ اللَّهِ والدَّارَ الآخرَةَ قالَ وَيحَكَ أحيَّةٌ أمُّكَ قلتُ نعَم يا رسولَ اللَّهِ قالَ فارجِع إليْها فبِرَّها ثمَّ أتيتُهُ من أمامِهِ فقُلتُ يا رسولَ اللَّهِ إنِّي كنتُ أردتُ الجِهادَ معَكَ أبتغي بذلِكَ وجْهَ اللَّهِ والدَّارَ الآخرةَ قالَ ويحَكَ أحيَّةٌ أمُّكَ قُلتُ نعَم يا رَسولَ اللَّهِ قالَ ويحَكَ الزَم رِجلَها فثمَّ الجنَّةُ».
كما أوصى النبي محمد ﷺ بالأم ثلاث مرات وبالأب مرة واحدة يقول الحديث: جاء رجلٍ جاء إلى النبي ﷺ يسأله: من أحق الناس بحسن صحابتي؟ قال: «أمك»، قال: ثم من؟ قال: «أمك»، قال: ثم من؟ قال: «أمك»، قال: ثم من؟ قال: «أبوك». والمقصود بحسن الصحبة: حسن المعاشرة، والملاطفة، والإحسان والبر، وذلك أن الأم تحملت الحمل وآلام الولادة، وكذلك أيضاً الرضاع والحضانة، كل هذا شقيت به وتعبت، والأب كذلك هو سبب في وجود الإنسان، وهو الذي يبذل ويتعب، ولكن الأم تحملت زيادة في أمور ليس للأب شيء منها.
كما يأمر الإسلام بالبر بالأم حتى لو لم تكن مسلمة، ولا يجوز للمسلم أن يسيء إليها بالقول أو الفعل، وقد سألت أسماء بنت أبي بكر النبي محمد ﷺ هل يجب عليها بر أمها المشركة فقال لها نعم، يقول الحديث : «عن أسماء بنت أبي بكر رضي الله عنهما قالت : قدمت عليَّ أمي وهي مشركة في عهد رسول الله صلى الله عليه وسلم فاستفتيتُ رسول الله صلى الله عليه وسلم، فقلت : إن أمي قدمت وهي راغبة أفأصلها ؟ قال : " نعم، صِلي أمك» .

## المرأة في عهد النبي محمد
شاركت المرأة المسلمة عبر التاريخ الإسلامي مع الرجل جنبًا إلى جنب في الكفاح لنشر الإسلام والمحافظة عليه، فقد اشتركت المرأة المسلمة في أول هجرة للمسلمين إلى الحبشة وكذلك في الهجرة إلى المدينة المنورة وخرجت مع الرجال في الغزوات التي قادها النبي محمد ﷺ لنشر الإسلام واشتركت في ميادين القتال ليس فقط لتمريض الجرحى بل للمقاتلة بالسيف أيضا بالرغم من أنها معفاة من الجهاد ومن حمل السلاح .
كما اشتركت النساء في مبايعة النبي محمد ﷺ (المبايعة أو البيعة أي الانتخاب والتصويت)، فقد بايعت النساء المسلمات النبي ﷺ في بيعتي العقبة الأولى والثانية طبقا لما ذكرته كتب السنة وعن رواية للصحابية الجليلة أميمة بنت رقيقة حيث قالت: جئت النبي ﷺ في نسوة نبايعه فقال لنا فيما استطعتن وأطقتن. وهذه المشاركة النسائية في البيعة للنبي تعتبر اقرارًا لحقوق المرأة السياسية طبقًا لمصطلحاتنا اليوم إذ أن بيعة العقبة تعتبر عقد تأسيس الدولة الإسلامية الأولى في يثرب.
أما عن دور المرأة في روايات كتب الأحاديث، فنجد أن مجموع من لهن روايات من الصحابيات في الكتب الستة بشكل مباشر أو غير مباشر، بلغ حوالي مائة وخمس عشرة صحابية، حيث روى الإمام البخاري في صحيحه عن إحدى وثلاثين صحابية، وروى الإمام مسلم عن ست وثلاثين صحابية، وروى أبو داود عن خمس وسبعين صحابية، والترمذي عن ست وأربعين صحابية، والنسائي عن خمس وستين صحابية، وابن ماجه عن ستين صحابية.
يُذكر أن الأحاديث التي روتها النساء في كتب السنة كانت تتعلق بجميع مناحي الحياة، من العقائد والعبادات والمعاملات والآداب وغيرها، وقد اشترك في نقلها إلى الناس النساء مع الرجال، غير أن كتب الحديث أوردت بعض الأحاديث التي تفردت بها النساء، فكانت مرجعًا في الأحكام والاستدلال الفقهي، كحديث أم عطية في غسل الميت.

### سمية بنت خباط (أو خياط)
من الصحابيات والسابقين إلى اعتناق الإسلام. أسلمت بمكة قديمًا هي وزوجها ياسر بن عامر وابنها عمار بن ياسر. لقيت سمية أصنافًا من العذاب لترجع عن دينها وكانت عجوز ضعيفة فصبرت ولم ترجع. طعنها أبو جهل بحربة حتى ماتت فكانت أول شهيدة في الإسلام، وكانت وفاتها بمكة سنة 7 قبل الهجرة. مر النبي محمد ﷺ بسميَّة وزوجها وابنها عمَّار وهم يُعذَّبون في صحراء مكة لكي يعودوا عن الإسلام فقال: صبرًا آل ياسر فإنَّ موعدكم الجنة.

### أسماء بنت أبي بكر
الملقبة بـ (ذات النطاقين)؛ هي صحابية من السابقين الأولين في الإسلام، وهي ابنة أبي بكر الصديق وزوجة الزبير بن العوام وأخت عائشة زوجة النبي محمد. سماها النبي محمد ﷺ ب ـ«ذات النطاقين» لأنها هيأت له سَفَرَهُ لمَّا أراد الهجرة، فعندما كان أبو بكر يربط الأمتعة ويعدها للسفر لم يجد حبلًا ليربط به الطعام والسقاء فأخذت أسماء فشقته نصفين وربطت به الزاد، وكان النبي يرى ذلك كله فسماها «ذات النطاقين» وقال لها: «أبدلك الله بنطاقك هذا نطاقين في الجنة». روت عن النبي محمد 58 حديثًا.

### أم هانئ
وهي ابنه عم النبي محمد. اتُّصفت بالإخلاص وتميزت بالخُلق الحسن وكان لها مكانة عند النبي محمد. دافعت عنه وناصرته وشهدت معه غزوتي أُحد والخندق، أكرمها النبي محمد باختيار منزلها والمبيت عندها بعد عودته حزينًا من الطائف لإعراض أهلها عن الإسلام. عُرفت بشجاعتها وكانت تجير الخائف وتؤمن المروع. أهدر النبي ﷺ دم الحارث بن هشام المخزومي بسبب عداوته للإسلام، فاستجار بها ابن هشام يوم الفتح فأجارته، فغضب أخوها علي بن أبي طالب وأراد قتله، فذهبت إلى النبي محمد وقالت: «يا رسول الله، زعم ابن أمي أنه قاتل رجلا قد أجرته، فقال النبي محمد: قد أجرنا من أجرت يا أم هانئ».

### رفيدة الأسلمية

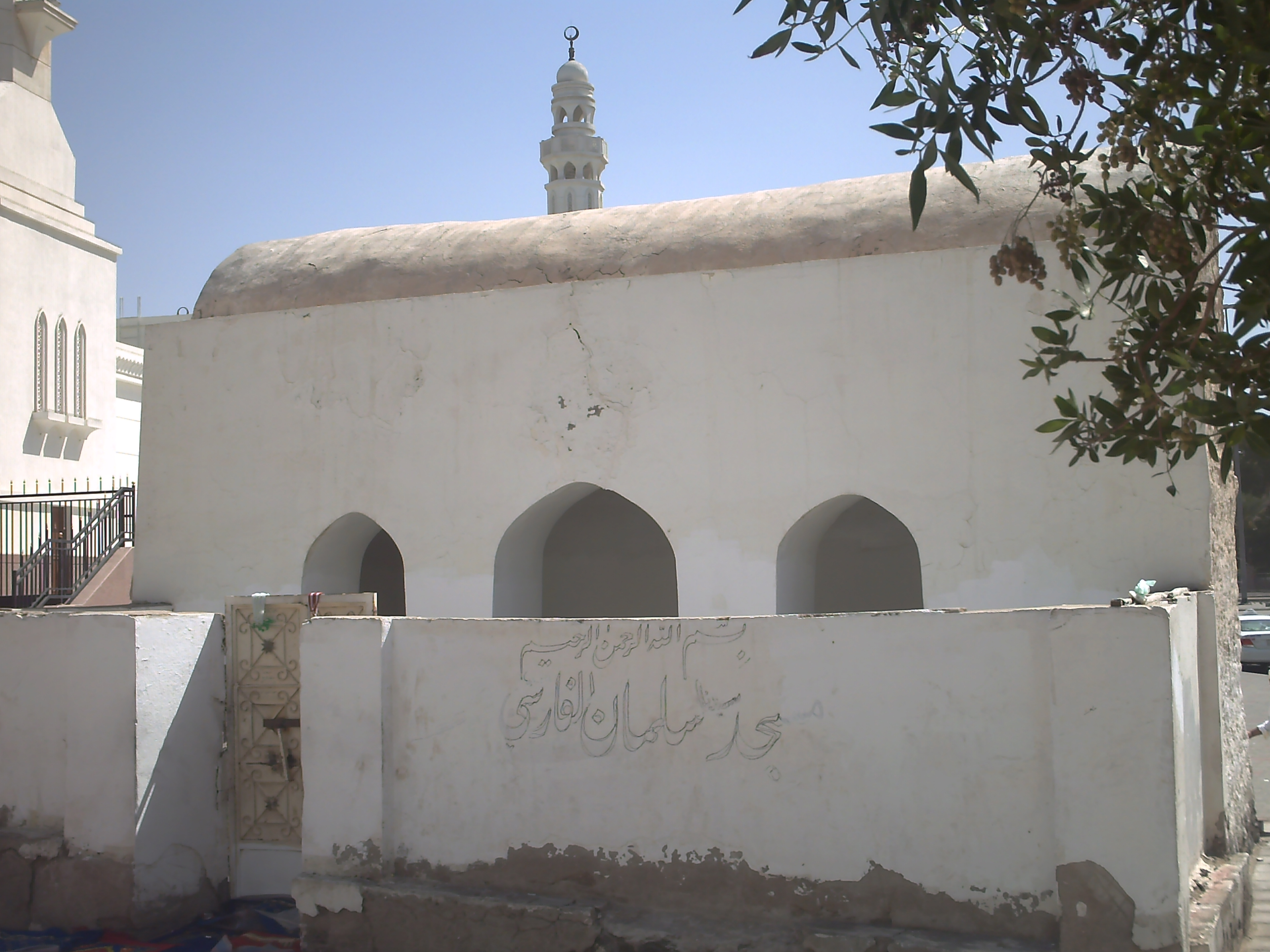
مسجد بُني في الموقع الذي كانت رفيدة الأسلمية تعالج فيه جرحى المسلمين في غزوة الخندق.

صحابية جليلة نشأت في عائلة لها صلة قوية بالطب، كانت من أوائل أهل المدينة دخولًا في الإسلام. استهوتها حرفة التمريض والتطبيب والمداواة، وقررت أن تتطوع لعلاج الناس وتكرس حياتها لرعاية جرحى الحرب والمرضى والضعفاء، اشتركت في غزوتي الخندق وخيبر. عرفت بمهارتها في الطب والعقاقير والأدوية وتصنيعها، والجروح وتضميدها والكسور وتجبيرها، كانت تخرج في الغزوات، وتنقل معها خيمتها بكل متطلباتها وأدواتها واحتياجاتها فوق ظهور الجمال، ثم تقيمها قريبا من معسكر المسلمين، عُرف مستشفاها المتنقل باسم «خيمة رفيدة»، وكانت أول انطلاقة لها عندما عاد المسلمون من غزوة بدر إلى المدينة منتصرين ومعهم الجرحى فقامت بعلاجهم، وقادت أول عيادة متنقلة في المعارك.

### الربيع بنت معوذ
صحابية من ذوات الشأن في الإسلام. بايعت النبي محمد ﷺ بيعة الرضوان تحت الشجرة وصحبته في غزواته، وهي القائلة: «كنا نغزو مع رسول الله فنسقي القوم ونخدمهم ونداوي الجرحى ونردّ القتلى والجرحى إلى المدينة».

### أم سليم بنت ملحان
صحابية كانت من السابقات إلى الإسلام في يثرب من الأنصار. تزوجت قبل إسلامها من مالك بن النضر بن ضمضم الخزرجي فولدت له أنس. أسلمت في بدايات الدعوة إلى الإسلام في يثرب فغضب زوجها مالك وخرج إلى الشام وتوعدها إلا أنه قُتل في سفره هذا. ولما شبّ أنس، أخذته إلى النبي محمد ليكون له خادمًا ويتعلم منه الدين وهو ابن عشر سنين. وبعد وفاة زوجها الأول، خطبها أبو طلحة الأنصاري ولم يكن وقتئذ مسلمًا، فاشترطت عليه الإسلام لتقبل به زوجًا، فقبل بذلك وانطلق إلى النبي محمد ليعلن إسلامه، فتزوجها أبو طلحة وأنجبت له أبو عمير الذي توفي صغيرًا ثم من بعده عبد الله الذي عاش حتى قُتل في حروب فارس. وقد شاركت أم سليم في غزوة حنين حيث لعبت دورها في تحميس المقاتلين ومداواة الجرحى.

### أم عطية الأنصارية
صحابية أسلمت وبايعت النبي محمد ﷺ وغزت معه، تعد أم عطيّة في أهل البصرة، وكانت من كبار نساء الصّحابة. وعن حفصة بنت سِيرِين عن أمّ عطيّة قالت: «غزوت مع رسول الله صَلَّى الله عليه وسلم سبع غزوات فكنت أصنع لهم طعامهم»، وفي صحيح مسلم عنها: «غزَوْت مع رسول الله صلَّى الله عليه وآله وسلَّم سبع غزوات كنت أخلفهم في رِحَالهم».

### أسماء بنت عميس
صحابيةٌ جليلة كانت من السابقات إلى الإسلام هاجرت الهجرتين وصلّت إلى القبلتين. كانت أسماء بنت عميس وزوجها جعفر بن أبي طالب من السابقين إلى الإسلام منذ أن كان النبي محمد يدعو إلى الإسلام سرًا. في الحبشة أنجبت أسماء لزوجها ثلاثة أولاد وهم عبد الله وكان أول مولود للمسلمين في الحبشة ومحمّد وعَون.

## حقوق المرأة في الإسلام
تقول الدكتورة فوزية العشماوي في كتابها (مكانة المرأة في الإسلام):... وبدون أدنى شك فان الإسلام قد كرم المرأة وكفل لها حق الحياة، ونهى عن تلك البربرية التي كانت سائدة في الجاهلية، ألا وهي وأد البنات، ومنح المرأة من الحقوق ما رفع مكانتها وأعلى من شأنها بالنسبة لما كانت عليه قبل الإسلام.

### التعليم

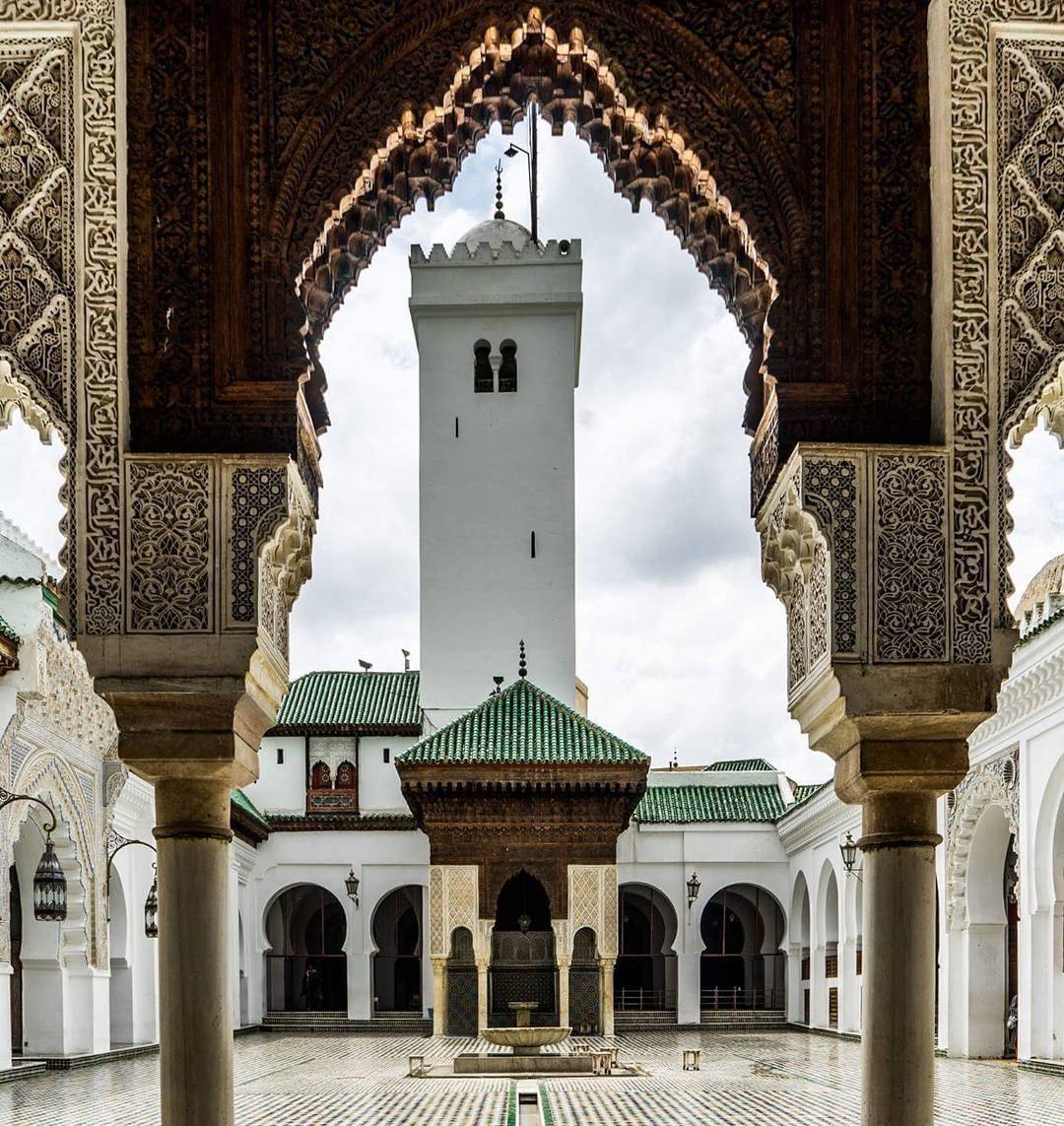
جامعة القرويين في مدينة فاس المغربية التي تأسست في البداية كمسجد من قبل سيدة مسلمة (فاطمة بنت محمد الفهري القرشي). وتعتبر اليوم أقدم جامعة في العالم.

يشجع الإسلام المرأة على التعليم ولا يقف عائقًا في سبيل حصولها على أعلى الدرجات العلمية واستثمار هذا العلم في نفع الناس في دينهم ودنياهم، وقد اشتهر بالعلم الكثير من النساء المؤمنات في عهد النبي محمد ﷺ وما بعده، فبرز منهن المفسرات والفقيهات وراويات الشعر والأخبار والعالمات بالأنساب، كما أسهمت المرأة في نقل الأحكام الشرعية عن طريق الإسناد، ولا سيما فيما يخص أحكام النساء (كالطهارة) والبيوت التي لم يكن يضطلع عليها الرجال، وكان معظم الصحابة والخلفاء يرجعون إلى أمهات المؤمنين - ولا سيما عائشة - يستفتونهن عما خُفي عليهم من أحكام الشرع.
يقول الإمام ابن حزم في كتابه (الأحكام):
| المرأة في الإسلام | وفرض عليهن كلهن معرفة أحكام الطهارة والصلاة والصوم، وما يحل وما يحرم من المآكل والمشارب والملابس وغير ذلك كالرجال ولا فرق، ولو تفقهت امرأة في علوم الديانة للزمنا قبول نذارتها، وقد كان ذلك، فهؤلاء أزواج النبي صلى الله عليه وسلم، وصواحبه قد نقل عنهن أحكام الدين | المرأة في الإسلام |

يذكر التاريخ أن النساء في عهد النبي محمد ﷺ كن يتعلمن الأمور الفقهية وأحكام الشريعة ويسأن النبي محمد عنها وكان يجيب، حيث تذكر كتب الحديث أن النبي محمد ﷺ قد خصص يومًا للنساء يعملهن فيه أحكام الدين والشريعة، يقول الحديث : «عن أبي سعيد الخدري – رضي الله عنه – أن امرأة جاءت إلى رسول الله صلى الله عليه وسلم  فقالت: ذهب الرجال بحديثك فاجعل لنا من نفسك يوما فنأتيك فيه تعلمنا مما علمك الله. فخصص لهن يوما يعلمهن فيه».
وكانت عائشة زوجة النبي محمد ﷺ إحدى أكثر النساء علمًا وبلغت في ذلك منزلة عظيمة في عهد النبي ﷺ، فكانت تراجع الصحابة وتستدرك عليهم، وقد جمع لها السيوطي استدراكاتها في كتاب أسماه «الإجابة لإيراد ما استدركته عائشة على الصحابة» الذي أصبح مرجعًا في أحكام الشرع. كما تعد عائشة من جملة الستة الذين هم أكثر الصحابة علمًا، وكانت من أعلم الناس بالقرآن والفرائض والشعر وأيام العرب (التاريخ). قال هشام بن عروة يروي عن أبيه: «ما رأيت أحداً أعلم بفقهٍ ولا بطبٍّ ولا بشعرٍ من عائشة»

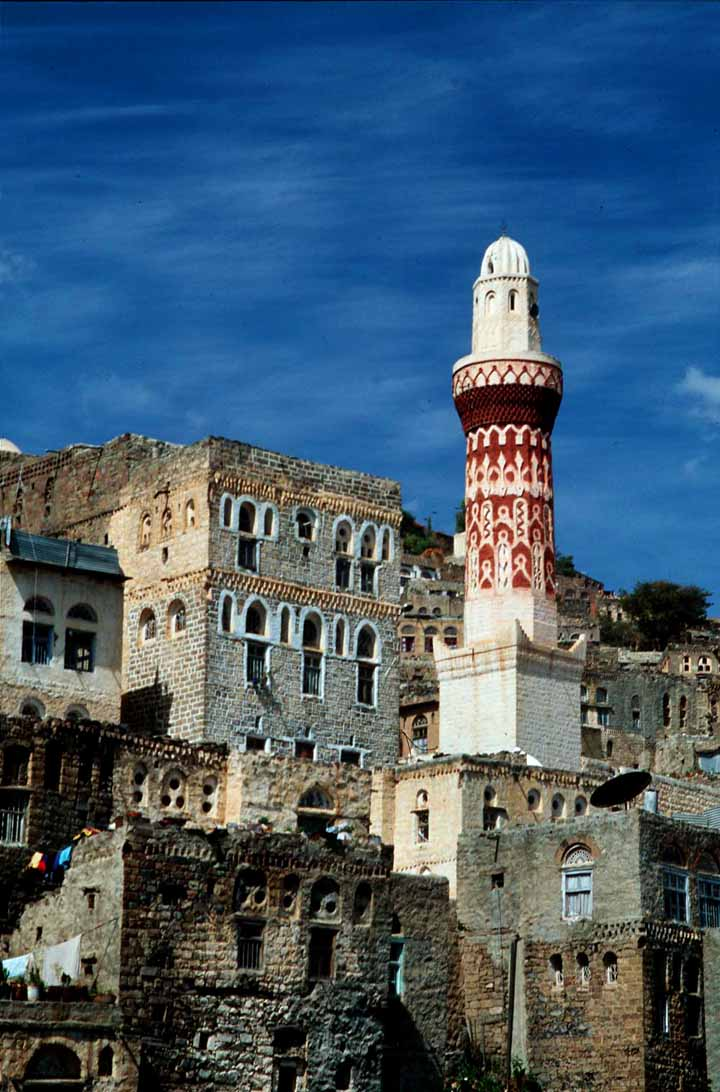
مأذنة مسجد الملكة أروى بنت أحمد الصليحي أحد أقدم المساجد في اليمن. سمي باسم أروى الصليحي أول ملكة في الإسلام الملقبة بالسيدة الحرة

يذكر التاريخ الإسلامي أيضًا العديد من النساء العالمات اللواتي بلغن في العلم مراتب عالية منهم:
- (أم الدرداء) الفقيهة العالمة التي وصفها الإمام النووي بقوله «اتفقوا على وصفها بالفقه والعقل والفهم».[49]
- الشفاء بنت عبد الله المهاجرة القرشية التي كانت تجيد الكتابة وكانت تعلم الفتيات القراءة والكتابة وولاها عمر بن الخطاب قضاء الحسبة.
- حفصة بنت عمر بن الخطاب تتلمذت على يد الشفاء بنت عبد الله قبل زواجها من النبي محمد ﷺ حيث تابعت التعليم بعد زواجها من النبي محمد ﷺ وبأمر منه.[48]
- عمرة بنت عبد الرحمن بن أسعد فقيهة عصرها. روى عنها الزهري كما روى عنها عبد الله بن أبي بكر ويحيى بن سعيد الأنصاري وغيرهم ووصفها بن سعد بأنها عالمة وكانت هي وأخواتها في حجر عائشة وفي رعايتها.[48]
- سكينة بنت الحسين الفقيهة العالمة يقول عنها الأصفهاني: كانت تجالس الآجلة من قريش ويجتمع لها الشعراء.[48]
- فاطمة بنت الحسين بن علي العالمة الجليلة. كانت من أنبغ نساء عصرها وأكثرهن علمًا، وقد اعتمد على روايتها كل من ابن إسحاق وابن هشام في تدوين السيرة النبوية.[48]
- شهدة بنت أحمد بن الفرج التي كانت تلقب بفخر النساء قال عنها ابن خلكان: «كانت شهدة من العلماء وكتبت الخط الجيد وسمع عليها خلق كثير وكان لها السماع العالي ألحقت الأصاغر بالأكابر وأشتهر صيتها وبعد ذكرها».[48]
- نفيسة بنت الحسن بن زيد بن الحسن بن علي لقبت بنفيسة العلم، كانت تحضر مجلس الإمام مالك بن أنس في المدينة المنورة، واشتهرت بالعلم والصلاح، وبعد انتقالها إلى مصر أقامت مجلسًا علميًا كان يحضره أشهر علماء ذلك العصر، حيث بلغ من علمها أن اعتُبر الإمام الشافعي من تلاميذها. ذكر ابن خلكان أن الأمام الشافعي كان يحضر مجالس العلم للسيدة نفيسة وكان يفخر بأنه تلقى العلم علي يدها، ولم ينقطع عن زيارتها والاستزادة من علمها حتى توفاه الله وكانت من المشيعين له.[48]
- فاطمة بنت عباس البغدادية كانت من أهل الفقه والعلم، وكانت تحضر مجالس شيخ الإسلام ابن تيمية.[48]
- أم حبيبة الأصبهانية كانت من شيوخ الحافظ المنذري الذي ذكر أنه حصل على إجازة منها.[48]
- فاطمة بنت محمد السمرقندي كانت فقيهة جليلة، وكانت تصحح لزوجها الشيخ علاء الدين الكاساني مؤلف كتاب (بدائع الصنائع في ترتيب الشرائع) خطأه في الفقه إذا أخطأ.[48]

### الحقوق المالية

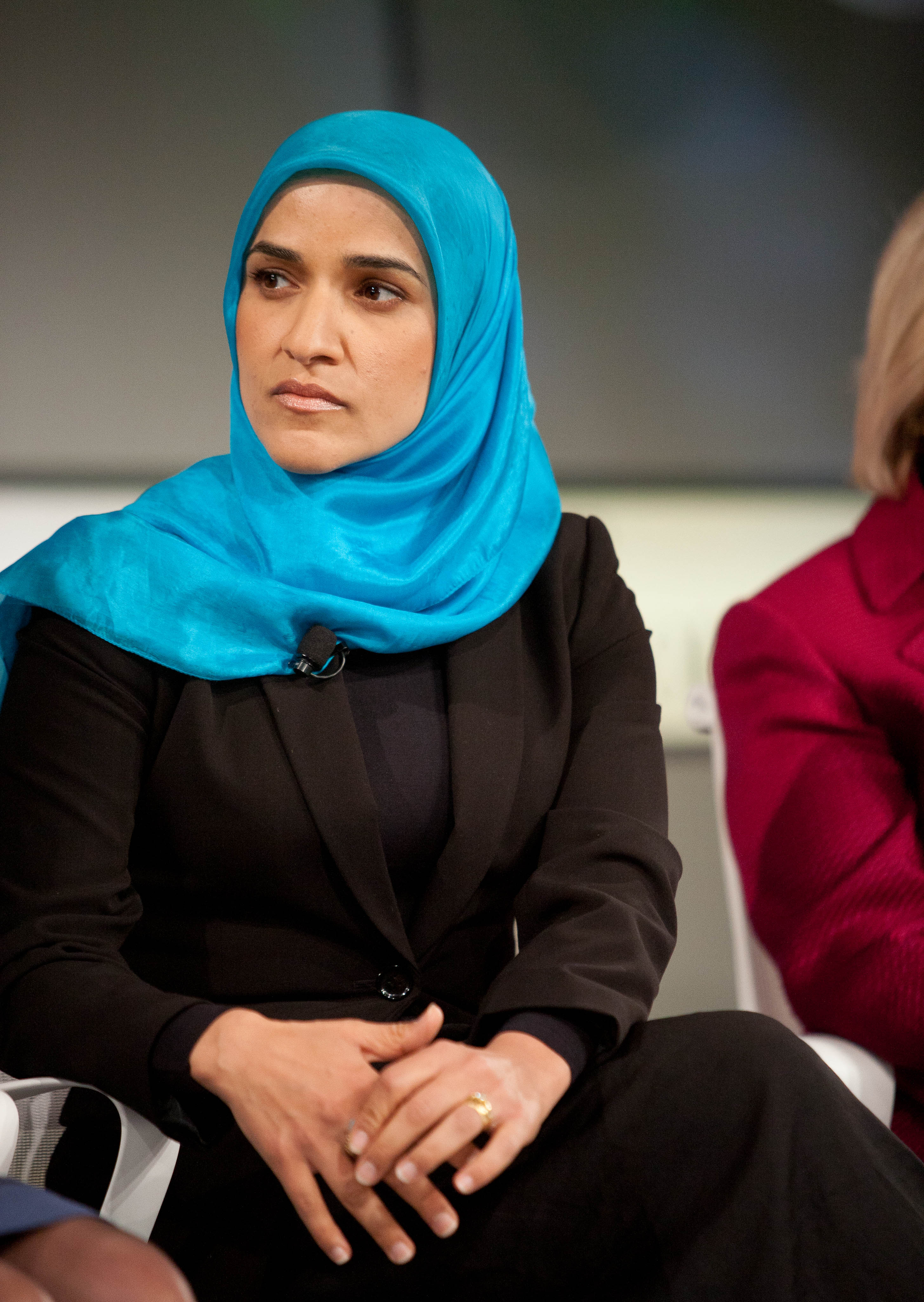
الباحثة الأمريكية داليا مجاهد التي اختارها الرئيس الأمريكي الأسبق باراك أوباما كمستشارة في المجلس الاستشاري للأديان في البيت الأبيض.

كان العرب والعجم في الجاهلية يحرمون النساء من التملك ويضيّقون عليهن في التصرف بما يملكن. فجاء الإسلام وأبطل ذلك وساوى بين الرجل والمرأة في حق التملك، وأبطل استبداد الأزواج بأموال زوجاتهم، وأثبت لهن حق التملك بأنواعه والتصرف بأموالهن بالطرق المشروعة. منح الإسلام المرأة حق الذمة المالية قبل كل الحضارات الأخرى التي كانت تعتبر المرأة ملكا لزوجها يتصرف هو في مالها بحرية وليس لها الحق في مراجعته وكان هذا هو حال المرأة الغربية في أوروبا منذ القرون الوسطى وحتى نهاية القرن التاسع عشر.
في الإسلام يُحرم على الرجل أخذ مال المرأة كله أو بعضه إلا بإذن منها ولو كانت غنية، وللمرأة في الإسلام حق التملك والانتفاع والتصرف فيما تملكه، حيث لها ذمة مالية مستقلة، لا يستطيع الرجل وليًا كان أو زوجًا التعدي علي أموالها وممتلكاتها تحت مسمى الوصية أو الحجر أو أيّ مسمى آخر.
وللمرأة المسلمة البالغة العاقلة حق التملك والتعامل والتصرف في مالها كله أو بعضه بكافة صور وأساليب الكسب المباح والوسائل المشروعة؛ فلها أن تبيع وتشتري وتستأجر وتؤجر وتوكل وتهب، ولا حَجْرَ عليها في ذلك، ما دامت عاقلةً رشيدةً، ومهرها حق لها ولا يجوز أخذه، ومال الزوجة محرَّمٌ على زوجها إلا برضاها، كما لا يجوز للزوج أن يشترط على زوجته الإنفاق على البيت، ولكن إذا أرادت الزوجة عن رغبة وطواعية منها أن تساهم في نفقات أسرتها بالمال فلا حرج في ذلك، وإذا قدَّمت الزوجةُ لزوجها المال على سبيل القرض فلها الحق أن تسترده، وإذا شاركت الزوجةُ زوجها في مشروع أو بيت أو نحوهما فحقها ثابتٌ في الشركة بمقدار حصتها.
كما يحرم إجبار الزوجة على ترك شيء من مالها وتهديدها بالطلاق أو الهجر إلا عن طيب نفس وباختيار وبإرادة مستقلة. وللمرأة حق طلب الطلاق من زوجها في حال رفض الزوج الإنفاق عليها وكان قادر على ذلك. وفي ذلك يقول النبي محمد ﷺ: «اتقوا الله في النساء فإنهن عوان عندكم، أخذتموهن بأمانة الله، واستحللتم فروجهن بكلمة الله، ولهن عليكم رزقهن، وكسوتهن بالمعروف». وكل المال الذي تكسبه المرأة سواءًا من العمل أو الهبة وغيره حق يُحرم شرعًا أخذه إلا عن طيب خاطر منها، يقول الله تعالى : ﴿للرجال نصيب مما اكتسبوا وللنساء نصيب مما اكتسبن﴾. كما يحق للمرأة أن تُبرم العقود المالية والتجارية بنفسها دون وسيط، وأن تُوكل عنها في مالها، وأن تَضمن غيرها، وأن تقاضي الغير في حقوقها المالية أمام القضاء.
وقد سُئل الشيخ عبدالعزيز بن باز (مفتي المملكة العربية السعودية) عن الرجل لديه زوجة تعمل وتأخذ مرتب إذا كان بالإمكان أخذه منها أو بعضه فأجاب :«مالها لها، ومالك لك، إلا إذا طبت نفسًا لها بشيء، أو طابت نفسها بشيء لك»

### النفقة

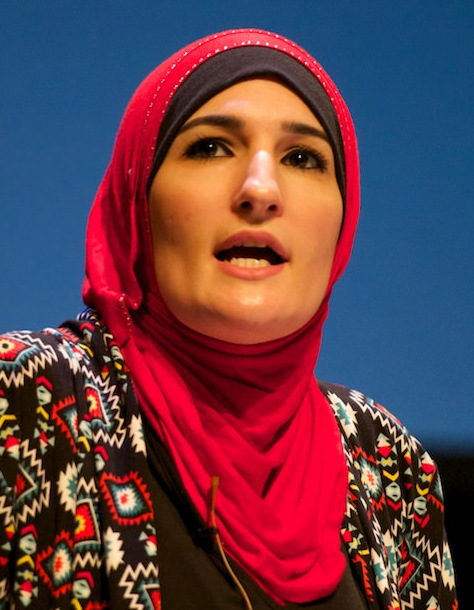
ليندا صرصور الناشطة في حقوق الإنسان. صنفتها مجلة التايم كأكثر 100 شخصية تأثيرًا لعام 2017

أوجب الإسلام على الزوج أن ينفق على زوجته سواء كانت فقيرة أم غنية، وإن طُلِّقت أو توفي زوجها عادت نفقتها على وليها (سواء كان أباً أو أخاً أو عماً) بالإضافة إلى إلزام الابن بنفقة أمه إذا كانت محتاجة لذلك بحيث تكون هذه النفقة ضمن قدرة الرجل وإمكانياته استنادا لقول الله: ﴿لِيُنْفِقْ ذُو سَعَةٍ مِنْ سَعَتِهِ وَمَنْ قُدِرَ عَلَيْهِ رِزْقُهُ فَلْيُنْفِقْ مِمَّا آتَاهُ اللَّهُ لَا يُكَلِّفُ اللَّهُ نَفْسًا إِلَّا مَا آتَاهَا سَيَجْعَلُ اللَّهُ بَعْدَ عُسْرٍ يُسْرًا ۝٧﴾ [الطلاق:7]. وقد أجمع الفقهاء ورجال الدين على وجوب إنفاق الزوج على زوجته ولم يخالف في ذلك أحد. يقول الإمام النووي: «أما نفقة الزوجة، فواجبة بالنصوص، والإجماع»
وإذا ترك الزوج النفقة على زوجته فهي مخيرة بين أن تفارقه، وبين أن تصبر عليه،  ولها أيضًا أن تأخذ من ماله لتنفق على نفسها وأولادها في حال امتنع عن النفقة مع قدرته عليه، وقد دل على ذلك الحديث التي ترويه عائشة حيث تقول : «دخلت هند بنت عتبة امرأة أبي سفيان على رسول الله -صلى الله عليه وسلم – فقالت : يا رسول الله إن أبا سفيان رجلٌ شحيح لا يعطيني من النفقة ما يكفيني ويكفي بنيّ إلا ما آخذ من ماله بغير علم أفهل علي في ذلك جناح، فقال رسول الله- صلى الله عليه وسلم - : خذي من ماله بالمعروف ما يكفيك ويكفي بنيك». وإذا امتنع الزوج عن الإنفاق على زوجته لفترة من الزمن فإن كل المال الذي أنفقته المرأة على نفسها خلال هذه الفترة يكون دينًا عليه.

### الميراث

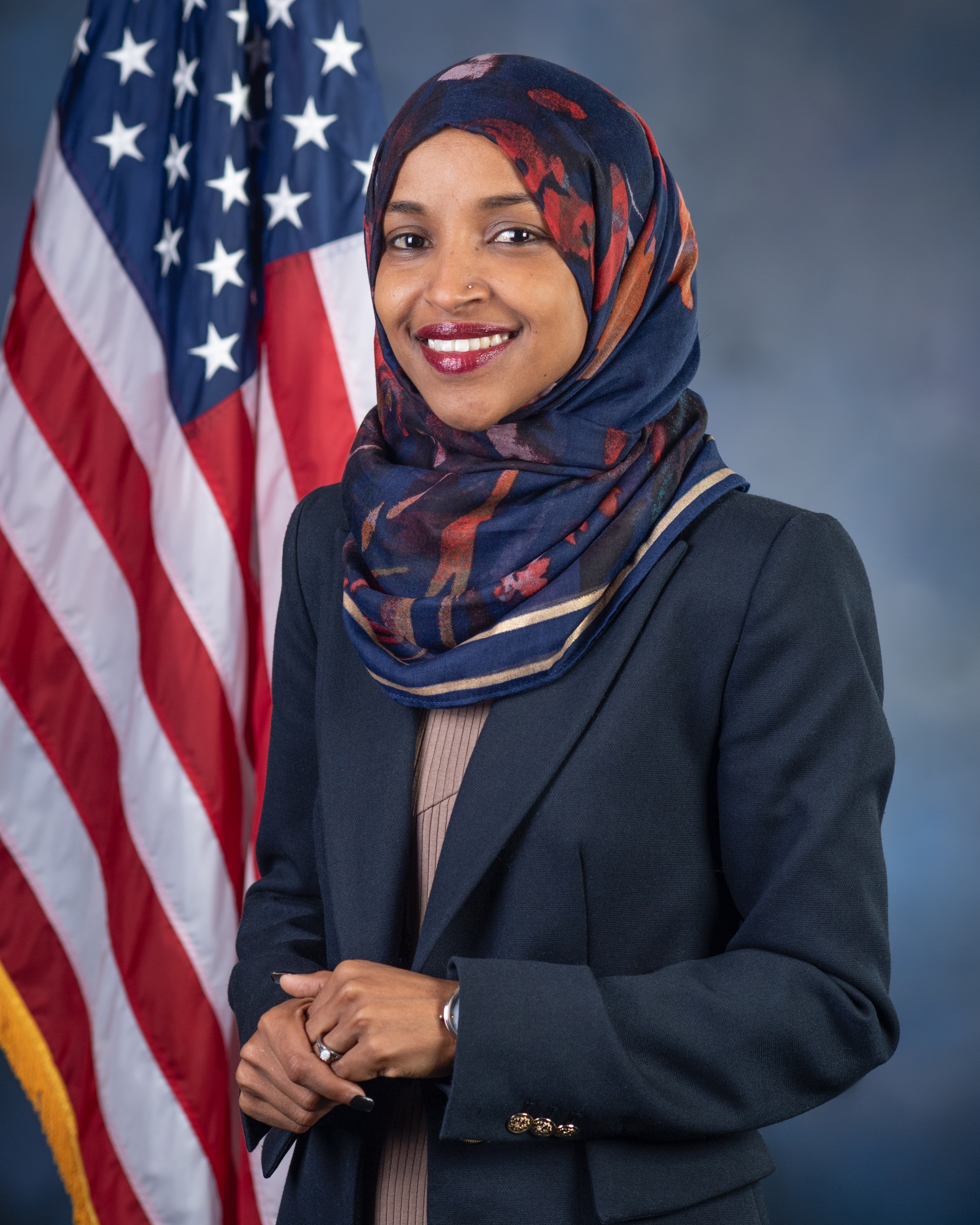
إلهان عمر أول امرأة أمريكية مسلمة تُنتخب عضوة في مجلس نواب مينيسوتا عن الحزب الديمقراطي

أعطى الإسلام المرأة المسلمة الحق في الميراث بالرغم من أنها غير مكلفة ماديًا بأي نفقة وهذا أحد مظاهر التكريم أيضًا. تقوم فلسفة توزيع الإرث في الإسلام على التكليف والعبء المالي، لذا فإن التفاوت في الأنصبة المستَحَقَّة يكون على قدر تفاوت الأعباء المالية المُلقاة على الوارثين، ولأن الرجل هو المسؤول والمحاسب شرعًا عن نفقة كل من زوجته وإبنته وإمه (إذا كانت فقيرة) وليس له الحق في مال زوجته سواءًا اكتسبته أم ورثته، لذا جعل الإسلام له نصيبًا من الميراث يساوي ضعف ما للأنثى في (أربع حالات فقط) من أصل ما يزيد عن 40 حالة .
كما يرتكز توزيع الميراث في الإسلام على الفرق في المعنى بين العدل والمساواة، وهو الأمر الذي يجهله معظم مثيري الشبهات عن الميراث. فالإسلام يقوم بتوزيع الميراث بالعدل بين الورثة لتحقيق المساواة بينهم وليس العكس. كما أن الذكورة أو الأنوثة ليست معيارًا في تقسيم الإرث .
يعتبر ميراث المرأة في الإسلام من القضايا التي يثار حولها الجدل بين حين وآخر في العصر الحالي، حيث ظهرت دعاوى عديدة تطالب بالمساواة بين الذكور والإناث في تقسيم الإرث. وقد رد الأزهر على دعاوى المساواة في الإرث بين الرجل والمرأة مبينًا أن هناك حالات عديدة ترث فيها المرأة أكثر من الرجل أو لا يرث الرجل مطلقًا، بينما توجد 4 حالات فقط من أصل ما يزيد عن 40 حالة هي التي ترث فيها المرأة نصف الرجل ومن ضمنها الحالة المذكورة في الآية 11 من سورة النساء: ﴿يُوصِيكُمُ اللَّهُ فِي أَوْلَادِكُمْ لِلذَّكَرِ مِثْلُ حَظِّ الْأُنثَيَيْن﴾ التي أثير حولها الجدل.
أكد الإسلام على حق المرأة في الميراث في القرآن الكريم في سورة النساء يقول الله : ﴿لِلرِّجَالِ نَصِيبٌ مِمَّا تَرَكَ الْوَالِدَانِ وَالْأَقْرَبُونَ وَلِلنِّسَاءِ نَصِيبٌ مِمَّا تَرَكَ الْوَالِدَانِ وَالْأَقْرَبُونَ مِمَّا قَلَّ مِنْهُ أَوْ كَثُرَ نَصِيبًا مَفْرُوضًا ۝٧﴾ [النساء:7] وفي هذه الآية يبين الله أن للذكور من أولاد الرجل الميِّت حصة من ميراثه، وللإناث منهم حصة منه. وقد ذكر المفسرون أن هذه الآية قد نزلت بسبب أن أهل الجاهلية كانوا يُورِّثون الذكور دون الإناث.
يعتبر الإسلام أن حرمان المرأة من الميراث هو من كبائر الذنوب لأنه يقع تحت باب أكل أموال الناس بالباطل حيث توعد الله فاعله بالعذاب الشديد، وقد خُتمت الآيات التي تتحدث عن الميراث بقول الله : ﴿وَمَنْ يَعْصِ اللَّهَ وَرَسُولَهُ وَيَتَعَدَّ حُدُودَهُ يُدْخِلْهُ نَارًا خَالِدًا فِيهَا وَلَهُ عَذَابٌ مُهِينٌ ۝١٤﴾ [النساء:14] وفي ذلك يقول النبي محمد ﷺ أيضا «مَنْ قَطَعَ مِيرَاثًا فَرَضَهُ اللهُ وَرَسُولُهُ، قَطَعَ اللهُ بِهِ مِيرَاثًا مِنَ الْجَنَّةِ».
يذكر أنه في عام 2016 حرمت شقيقتين من طبقة النبلاء في بريطانيا من الميراث بعد وفاة والدهما الملياردير البريطاني (جيرالد كافينديش غروفنر وهو أحد المقربين من العائلة المالكة)، حيث أصبح شقيقهما الأصغر دوق ويستمنستر الجديد أيرل هيو غروفنر (25 عاماً) يملك نصف العاصمة البريطانية لندن، بعد أن ورث عن أبيه ثروة تُقدر بأكثر من 9 مليارات جنيه إسترليني، وبحسب التقاليد الملكية فإن طبقة النبلاء ومن بينهم اللوردات والدوقات لا يورثون العقارات للبنات، خشية انتقال الإرث من الأم إلى أبنائها في حال زواجها وتغير اسم العائلة، الأمر الذي أدى إلى حرمان شقيقتين أكبر منه سنًا من الميراث، وفق هذا التقليد القديم الذي يحكم المؤسسة الملكية.
وقد عبرت إحدى الفتيات على مواقع التواصل الإجتماعي عن هذه الحادثة وقالت: الحمد لله على نعمة الإسلام.. ألا يوجد في منظمات حقوق الإنسان من يعيد لهؤلاء حقوقهن المسلوبة أم إنهن مشغولون بحقوق المرأة المسلمة؟.

### الزواج
ساوى الإسلام بين الرجل والمرأة في حق اختيار كل منهما للآخر عندما يتعلق الأمر بالزواج وتكوين الأسرة، ولم يجعل للوالدين سلطة الإجبار الأبناء، فدور الوالدين في تزويج أولادهما يتمثل في النصح والإرشاد فقط، لإن إجبار أحد الوالدين ابنته على الزواج بمن لا تريد محرم شرعًا، وهو ظلم وتعدٍ على حقوق الآخرين، فللمرأة في الإسلام حريتها الكاملة في قبول أو رد من يأتي لخطبتها، ولا حق لأبيها أو وليها أن يجبرها على من لا تريد، لأن الحياة الزوجية لا يمكن أن تقوم على القسر والإكراه، وهذا يتناقض مع ما جعله الله بين الزوجين من مودة ورحمة.

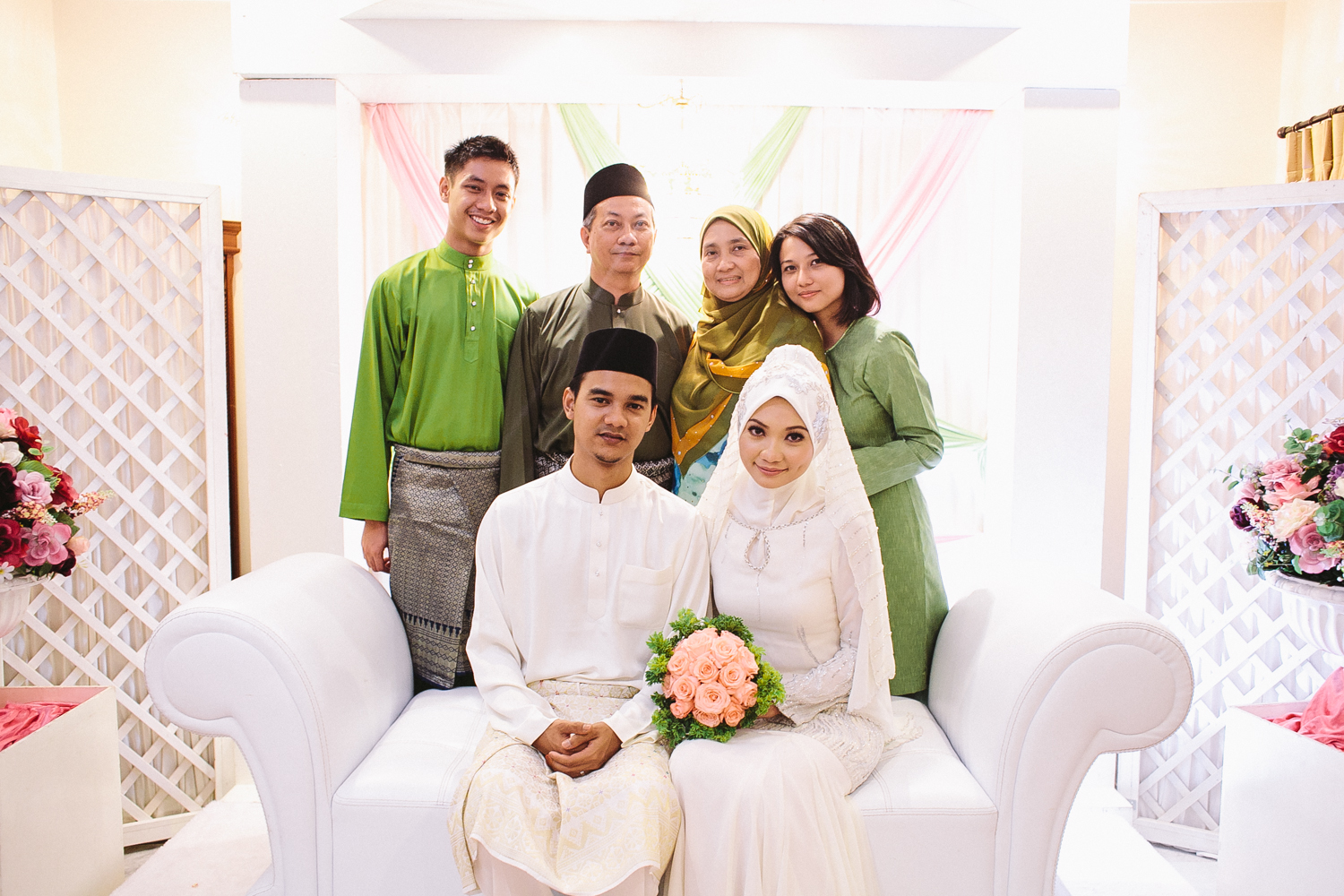
عرس إسلامي في ماليزيا

وقد أكد النبي محمد ﷺعلى هذا الحق، فجاءت النصوص النبوية الشريفة لتبين ذلك ومنها قول النبي ﷺ: «لا تنكح الأيم حتى تستأمر، ولا تنكح البكر حتى تستأذن»، قالوا : يا رسول الله وكيف إذنها ؟ قال : «أن تسكت». والأيم هي المرأة التي سبق لها الزواج (أي فارقت زوجها بموت أو طلاق) أما البكر فهي من لم يسبق لها الزواج. كما كان النبي محمد ينصف من تأتي إليه تشتكي من إجبار أبيها لها على الزواج، وقد رُوي أن رجلًا زوج ابنة له وهي كارهة، فأتت النبي محمد ﷺ  فقالت : «إن أبي زوجني رجلًا وأنا كارهة، وقد خطبني ابن عم لي، فقال : لا نكاح له انكحي من شئت».
وكما أعطى الإسلام المرأة الحق في اختيار زوجها أعطاها الخيار في البقاء معه أو فراقه عندما تسوء العشرة بينهما. ومنها حق الخلع (وهو أن يأخذ الزوج تعويضا ويفارق زوجته، سواء كان هذا العوض هو المهر الذي كان دفعه لها أو أكثر أو أقل)، وقد دل عليه الحديث في صحيح البخاري عن امرأة ثابت بن قيس التي جاءت إلى النبي محمد ﷺ تطلب منه تفريقها عن زوجها وكان ثابت بن قيس قد أعطاها بستان (حديقة) كمهر للزواج يقول الحديث: عن ابن عباس قال : أن امرأة ثابت بن قيس أتت النبي ﷺ فقالت: يا رسول الله، ثابت بن قيس، ما أعْتِبُ عليه في خُلُقٍ ولا دِيْنٍ، ولكني أكره الكفر (أي كفران العشير) في الإسلام، فقال رسول الله ﷺ: «أتردين عليه حديقته؟» قالت: نعم، قال رسول الله ﷺ: «اقبل الحديقة وطلقها تطليقة».

### العمل
وضع الإسلام ضوابطًا وشروطًا فيما يتعلق بعمل المرأة خارج المنزل لعدة أسباب أهمها هو حماية المرأة نفسها من ضعاف النفوس الذين قد يستغلون حاجتها إلى العمل والمال لأغراض دنيئة، وأيضًا من أجل منع الفتن وكل ما يمكن أن يؤدي لنشر الفواحش في المجتمع الذي قد ينتج من الإختلاط في العمل وعدم الإلتزام بالآداب الشرعية من الحشمة وغيرها. الإسلام لا يمنع المرأة من العمل خارج المنزل ولها حق اختيار العمل والمهنة التي تميل لها لكنه يعتبر أن أقدس الأعمال وأفضلها للمرأة على الأطلاق هو تربية الأولاد وتنشأة الجيل المتسلح بالأخلاق والأدب، ومع ذلك فالإسلام لم يمنع المرأة من القيام بالعمل خارج المنزل الذي يناسب طبيعتها كالتمريض والتعليم مثلا أو عندما تقتضي الحاجة لذلك. يُذكر في التاريخ الإسلامي أن النبي محمد ﷺ قد كلف رفيدة الأسلمية (وهي أول ممرضة في الإسلام) بتمريض سعد بن معاذ الذي أصيب بجروح بليغة في غزوة الخندق.

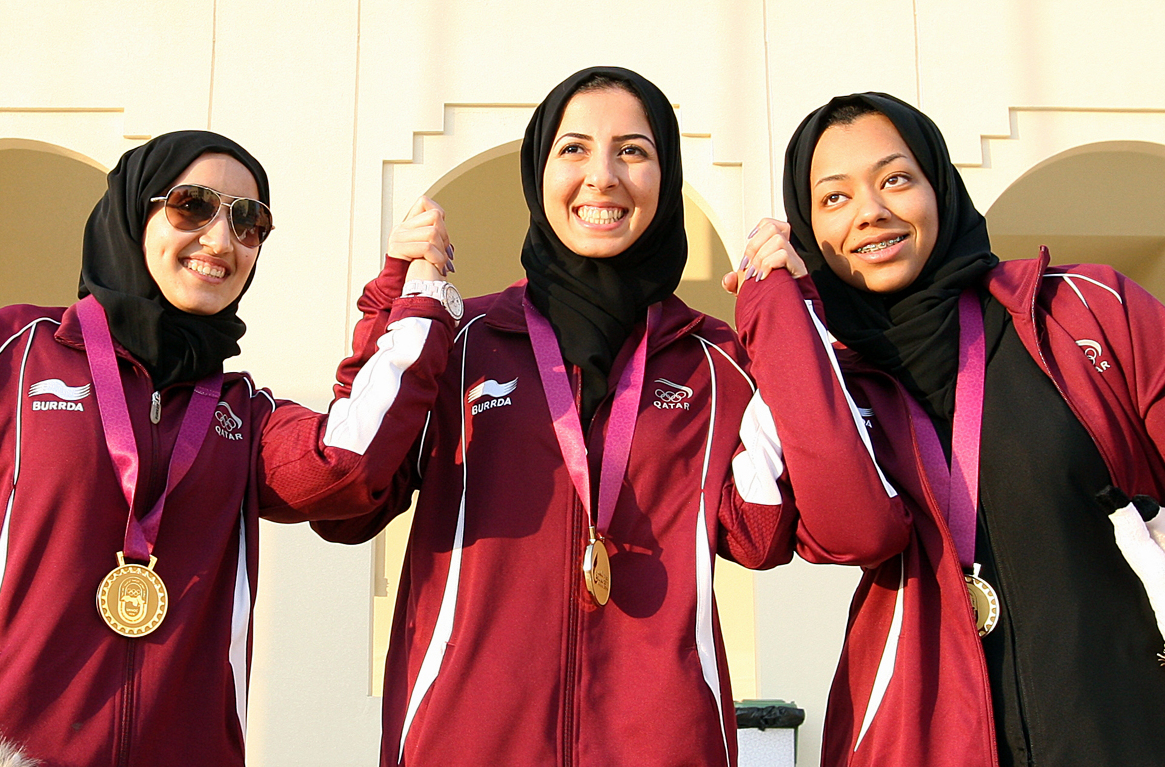
شيخة خلف المحمد، محبوبة أخلاقي، وبهية الحمد من منتخب قطر الوطني للرماية يحتفلون بميدالياتهم في دورة الألعاب العربية 2011

امتد نشاط المرأة في عهد النبي محمد ﷺ ليشمل الزراعة والتجارة والأحاديث في هذا الصدد كثيرة، منها حديث خالة جابر بن عبد الله التي طُلقت من زوجها ثم أرادت الخروج من منزلها لتجدّ نخلها وهي في عدتها، يقول جابر في الحديث: طُلِّقَتْ خَالَتِي، فأرَادَتْ أَنْ تَجُدَّ نَخْلَهَا، فَزَجَرَهَا رَجُلٌ أَنْ تَخْرُجَ (أي نهاها عن الخروج)، فأتَتِ النبيَّ ﷺ، فَقالَ: بَلَى فَجُدِّي نَخْلَكِ، فإنَّكِ عَسَى أَنْ تَصَدَّقِي، أَوْ تَفْعَلِي مَعْرُوفًا.
كما يُذكر في التاريخ أيضا قصة أم حرام التي دعا لها النبي محمد ﷺ أن تكون ممن يركب البحر ويجاهد في سبيل الله، فاستجاب الله دعاءه وركبت البحر إلى قبرص في عهد عثمان بن عفان واستشهدت هناك، وقبرها معروف في لارنكا.
أما الشروط والضوابط التي حددها الإسلام ليكون هذا العمل مباحًا هي : أن تكون المرأة محتاجة إلى العمل لتوفير الأموال اللازمة لها، وأن يكون العمل مناسبا لطبيعة المرأة متلائما مع تكوينها وخلقتها كالطب والتمريض والتدريس، وأن يكون العمل في مجال نسائي خالص لا اختلاط فيه بالرجال الأجانب، وأن تكون المرأة في عملها ملتزمة بالحجاب الشرعي، وألا يؤدي عملها إلى سفرها بلا محرم، وأن ألا يكون في خروجها إلى العمل ارتكاب لمحرم كالخلوة مع السائق، وألا يكون عملها تضييعا لحقوق زوجها وأولادها.
يشير استطلاع أُجري في كندا من قبل معهد أنجوس ريد في عام 2014 للنساء اللواتي يعملون حاليًا أو سبق لهم العمل خارج المنزل أن 43% منهم قد تحرضوا للتحرش الجنسي في مكان العمل. ووفقًا لتقرير آخر صدر عام 2004 في إيطاليا فإن 55.4٪ من النساء في الفئة العمرية 14-59 أبلغن عن تعرضهن للتحرش الجنسي وأن أغلب الذين قاموا بالتحرش هم الزملاء في العمل أو المسؤولون المباشرون. بالإضافة إلى ذلك استقالت 55.6٪ من النساء اللاتي تعرضن للتحرش الجنسي من الوظيفة. وفي دراسة أخرى نُشرت في أكتوبر عام 2019 في الدنمارك شارك فيها 61,983 متطوع، وُجد أن 48% من النساء في الفئة العمرية 25-44 سنة تعرضن للتحرش الجنسي في مكان العمل وهي أكثر فئة عمرية تعرضت للتحرش.
يعتبر الإسلام أن عمل المرأة في الأماكن التي فيها اختلاط بالرجال مع غياب الضوابط الشرعية هو مدعاة للفتن، ولذا شدد على ضرورة الإلتزام بالآداب والأخلاق الإسلامية في حال أرادت المرأة الخروج للعمل.

### حق إبداء الرأي

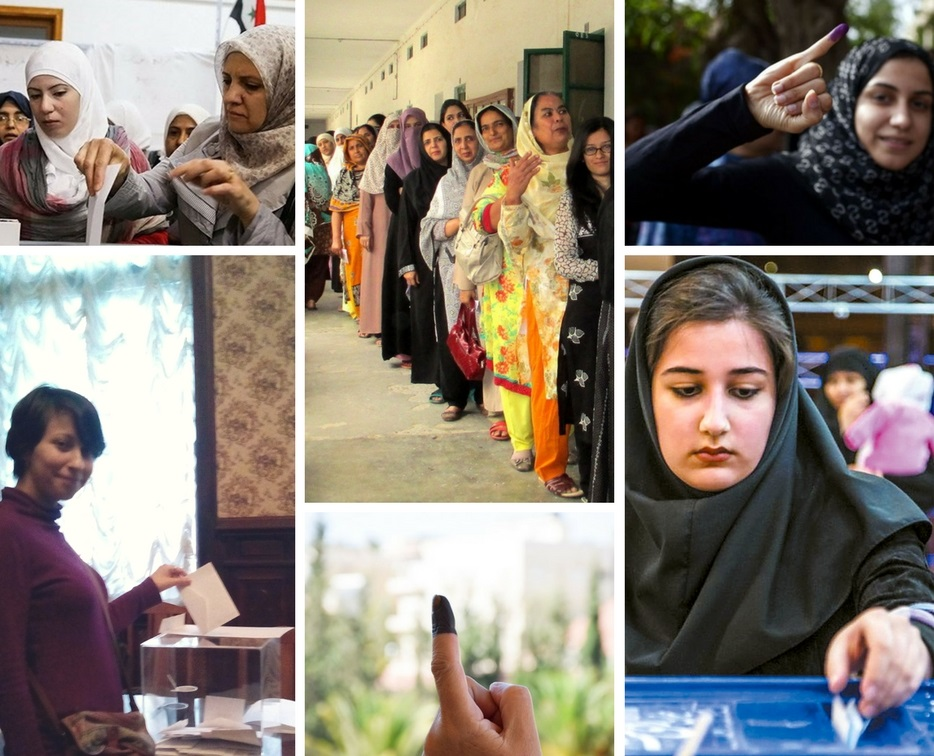
صورة تظهر مشاركة المرأة في الإنتخابات في عدة دول : سوريا، الجزائر، باكستان، الأردن مصر، إيران.

للمرأة الحق في إبداء رأيها وإسداء النصح للنساء وللرجال كالرجل تمامًا كما دل على ذلك العديد من الأدلة، منها ما حدث في قصة الحديبية أن أم سلمة أشارت على النبي محمد ﷺ حين امتنع أصحابه من أن ينحروا هديهم بأن يخرج ولا يكلم أحدا منهم كلمة حتى ينحر بدنه ويحلق، فأخذ النبي محمد ﷺ برأيها، يقول راوي الحديث : «فَوَاللَّهِ مَا قَامَ مِنْهُمْ رَجُلٌ حَتَّى قَالَ ذَلِكَ ثَلاَثَ مَرَّاتٍ، فَلَمَّا لَمْ يَقُمْ مِنْهُمْ أَحَدٌ دَخَلَ عَلَى أُمِّ سَلَمَةَ، فَذَكَرَ لَهَا مَا لَقِيَ مِنَ النَّاسِ، فَقَالَتْ أُمُّ سَلَمَةَ: يَا نَبِيَّ اللَّهِ، أَتُحِبُّ ذَلِكَ، اخْرُجْ ثُمَّ لاَ تُكَلِّمْ أَحَدًا مِنْهُمْ كَلِمَةً، حَتَّى تَنْحَرَ بُدْنَكَ، وَتَدْعُوَ حَالِقَكَ فَيَحْلِقَكَ. فلما فعل ذلك، قاموا فنحروا».
وقد ذكر القرآن الكريم قصة امرأة أوتيت من الحكم والحكمة وحسن التدبير لنفسها ولقومها بما لا يتوفر لكثير من الرجال، وهي بلقيس ملكة سبأ التي قادها عقلها الحكيم إلى ترك الشرك بالله، والدخول في دين الإسلام فقد طلبت مشورة قومها بعد أن وصلتها دعوة الإسلام من النبي سليمان يقول الله في سورة النمل : ﴿قَالَتْ يَا أَيُّهَا الْمَلَأُ إِنِّي أُلْقِيَ إِلَيَّ كِتَابٌ كَرِيمٌ ۝٢٩ إِنَّهُ مِنْ سُلَيْمَانَ وَإِنَّهُ بِسْمِ اللَّهِ الرَّحْمَنِ الرَّحِيمِ ۝٣٠ أَلَّا تَعْلُوا عَلَيَّ وَأْتُونِي مُسْلِمِينَ ۝٣١ قَالَتْ يَا أَيُّهَا الْمَلَأُ أَفْتُونِي فِي أَمْرِي مَا كُنْتُ قَاطِعَةً أَمْرًا حَتَّى تَشْهَدُونِ ۝٣٢﴾ [النمل:29–32]. وقد أجابها قومها بعد أن أظهروا لها القوة والبأس والشدة بأن الأمر متروك لها لتختار الأفضل لنفسها وقومها. يقول الله على لسان قومها : ﴿قَالُوا نَحْنُ أُولُو قُوَّةٍ وَأُولُو بَأْسٍ شَدِيدٍ وَالْأَمْرُ إِلَيْكِ فَانْظُرِي مَاذَا تَأْمُرِينَ ۝٣٣﴾ [النمل:33] وهو ما يدل على حكمة هذه المرأة وحسن تدبيرها وثقه قومها برأيها.
وقد استدل بعض المستشرقين في الغرب ببعض الأحاديث الضعيفة لبيان أن المرأة في الأسلام لا حق لها في إبداء رأيها ومن هذه الأحاديث : «شاوروهن (أي النساء) وخالفوهن» وحديث «طاعة المرأة ندامة» وحديث «هلكت الرجال حين أطاعت النساء» وغيرها، حيث أجاب العلامة الشيخ محمد ناصر الدين الألباني بأن هذه الأحاديث لم تثبت صحتها ونسبتها إلى النبي محمد ﷺ وقال عنها (موضوعة ومكذوبة وإسنادها ضعيف)، لأنها تتعارض مع حق المرأة في إبداء رأيها الذي أقره النبي محمد بنفسه.
يذكر أن حق النساء في التصويت وإبداء الرأي في العصر الحالي قد تم إقراره في 7 تموز 1954 بموجب قرار الجمعية العامة للأمم المتحدة، حيث جاء في المادة الأولى من إتفاقية الحقوق السياسية للمرأة : (للنساء حق التصويت في جميع الانتخابات، بشروط تساوي بينهن وبين الرجال دون أي تمييز).

## المقارنة مع الأديان الأخرى

### حواء
الإسلام (وعلى النقيض من المسيحية واليهودية) لا ينظر إلى حواء على أنها السبب في غواية آدم ومخالفة أوامر الله وما نتج عن ذلك من خروجهما من الجنة، وبالتالي فإن مفهوم الخطيئة الموروثة (أو الخطيئة الأصلية) لا وجود له في الإسلام، فالذي عصى ربه ووقع تحت غواية الشيطان هو آدم وليست حواء، وأن ذنب حواء كان فقط أنها أكلت مع آدم. يقول الله في سورة البقرة: ﴿فَتَلَقَّى آدَمُ مِنْ رَبِّهِ كَلِمَاتٍ فَتَابَ عَلَيْهِ إِنَّهُ هُوَ التَّوَّابُ الرَّحِيمُ ۝٣٧﴾ [البقرة:37]. كما لم يثبت عن النبي محمد ﷺ ما يدل على أن الله عاقب حواء بسبب أكلها من الشجرة. يذكر القرآن أيضا أن الله تاب على آدم وحواء، وغفر لهم هذه الخطيئة ﴿قَالَا رَبَّنَا ظَلَمْنَا أَنْفُسَنَا وَإِنْ لَمْ تَغْفِرْ لَنَا وَتَرْحَمْنَا لَنَكُونَنَّ مِنَ الْخَاسِرِينَ ۝٢٣﴾ [الأعراف:23].
ولكن ثبت عن ابن عباس أنه قال في تفسيره للآية السابقة أن الله عاقب حواء بالحيض بسبب أكلها من الشجرة وتزيين ذلك الفعل لآدم وقد نقل بعض المفسرين قول ابن عباس في كتبهم مثل الطبري وابن المنذر والحاكم والبيهقي والخرائطي ابن أبي الدنيا كلهم من طريق سفيان بن حسينٍ، عن يعلى بن مسلم، عن سعيد بن جبير، عن ابن عبَّاس رضي اللَّه عنهما، قال:
لَمَّا أَكَلَ آدَمُ مِنَ الشَّجَرَةِ الَّتِي نُهِيَ عَنْهَا، قَالَ اللَّهُ عَزَّ وَجَلَّ: (مَا حَمَلَكَ عَلَى أَنْ عَصَيْتَنِي؟) قَالَ: رَبِّ زَيَّنَتْ لِي حَوَّاءُ. قَالَ: (فَإِنِّي أَعْقَبْتُهَا أَنْ لَا تَحْمِلَ إِلَّا كَرْهًا، وَلَا تَضَعَ إِلَّا كَرْهًا، وَدَميْتُهَا فِي الشَّهْرِ مَرَّتَيْنِ). فَلَمَّا سَمِعَتْ حَوَّاءُ ذَلِكَ رَنَّتْ، فَقَالَ لَهَا: (عَلَيْكِ الرَّنَّةُ وَعَلَى بَنَاتِكِ).
وقد ذكر علماء المسلمين المعاصرين أن هذا القول عن ابن عباس مما يغلب على الظن أنه أخذه واستفاده من أهل الكتاب، ولذا فلا يظهر أن يكون حجةً حيث أن رواية ابن عباس لهذا الأثر غير ملزمة للمسلمين بقبولها وتصديقها بسبب أنها ليست من قول النبي محمد ﷺ 
في الكتاب المقدس تعتبر حواء هي المذنبة وهي من ارتكبت المعصية وأُغويت من الشيطان لذا عاقبها الله بالألم والأوجاع الناتجة عن الحمل والولادة. جاء في سفر التكوين الإصحاح 3: (وقال للمرأةِ : " تكثيراً أُكثرُ أتعابَ حَبَلكِ، بالوجعِ تلدين أولاداً. وإلى رجُلكِ يكونُ إشتياقُكِ وهو يسودُ عليك). تتفق اليهودية مع الإسلام في أن الله غفر ذنب آدم وحواء وبالتالي فلا وجود لما يسمى بالخطيئة الموروثة عند اليهود أيضًا.
كما تذكر التوراة أن الحية أغوت حواء بالأكل من الشجرة وقد فعلت ذلك. وآدم أيضاً أكل من الشجرة المحرمة. فلعن الله الحية فصارت تزحف على الأرض للأبد وصار الإنسان يكرهها، ولعن الله حواء بآلام الولادة والنزاع مع زوجها، ولعن آدم بالتعب والمشقة في عمله (تكوين 3: 14-19).[بحاجة لمصدر]
جاء أيضًا في رسالة بولس الرسول إلى أهل ثيموثاوس في الإصحاح الثاني: «ولكن لستُ آذنُ للمرأةِ أن تُعلِم ولا تتسلط على الرجُل بل تكون في سكوت، لأن آدم جُبل أولاً ثُم حواء، وآدم لم يغو لكن المرأة أُغويت فحصلت في التعدي، ولكنها ستخلص بولادة الأولاد، إن ثبتن في الإيمان والمحبة والقداسة مع التعقل»

### مريم العذراء
يعتبر القرآن أن مريم العذراء لها مكانة روحية رفيعة بين النساء، وقد سميت السورة التاسعة عشرة في القرآن باسمها (سورة مريم)، وهي المرأة الوحيدة المذكورة بالاسم في القرآن. عدد المرات التي ذُكرت فيها مريم في القرآن أكثر منها في الكتاب المقدس - العهد الجديد. علاوة على ذلك، يتفق الإسلام والمسيحية على أن ولادة المسيح كانت من أم عذراء.

### تعدد الزوجات
يربط العالم الغربي موضوع تعدد الزوجات غالباً بالإسلام. ومع ذلك، فإن تعدد الزوجات بعيد كل البعد عن كونه فريدًا في الإسلام؛ في الواقع في الهند التقليدية متعددة الطوائف، يعتبر تعدد الزوجات أكثر انتشارًا بين الطوائف الدينية الأخرى، حيث وجد تعداد عام 1961 أن حدوث تعدد الزوجات كان الأقل بين المسلمين (5.7٪) والهندوس (5.8٪) والجاينيّون (6.7٪) والبوذيين (7.9٪) والأديفاسي (15.25٪) من المرجح أن يكون لديهم زوجتان على الأقل. وبالمثل وجد المسح الوطني الثالث لصحة الأسرة في الهند في عام (2006) أن أسباب تعدد الزوجات كان لها علاقة بأمور اجتماعية واقتصادية أكثر من علاقتها بالدين.
في المسيحية واليهودية
يعتبر موضوع تعدد الزوجات في الكتاب المقدس موضوعا مثير للإهتمام فأغلب الناس اليوم يرون تعدد الزوجات على أنه أمر غير أخلاقي بينما لا يدين الكتاب المقدس هذا الأمر بصورة واضحة. لا يذكر الكتاب المقدس بالتحديد لماذا سمح الله بتعدد الزوجات. من المرجح أن هناك عدة أسباب منها أن الحروب قديماً كانت شديدة القسوة والعنف ولا بد أنه نتج عن ذلك زيادة نسبة النساء عن الرجال. وأن المجتمعات القديمة كانت مجتمعات أبوية فكان من المستحيل تقريباً أن تتمكن المرأة غير المتزوجة من إعالة نفسها حيث كانت النساء في الغالب غير متعلمات ولا يتدربن على أية حرفة ويعتمدن على آباءهن وإخوتهن الذكور وأزواجهن من أجل الإعالة والحماية وكانت النساء غير المتزوجات كثيراً ما تتعرضن للأسر أو العمل في الدعارة. وايضا لأن الفرق بين عدد الرجال إلى عدد النساء في المجتمع يترك الكثير من النساء في ظروف غير مستحبة.[بحاجة لمصدر]
جاء في كتاب (قوانين الكنيسة المسيحية الجامعة - جمع وترجمة: حنانيا كساب): «كان موقف الكنيسة (على ما يظهر إجمالاً) إلى جانب تثبيط عزائم الراغبين في عقد زيجة ثانية. فكانت تعلن أن العلاقة الزوجية المفردة هي الفضلى.... وهكذا فتحريم الزيجة الثانية أو اعتبارها برتبة الزنا عدته الكنيسة من البدع الغريبة ويمكن اتخاذ ما قاله أوغسطينوس في هذا الشأن مثالا لحكم الكنيسة في أواخر القرن الرابع : إن الزيجة الثانية غير ممنوعة على أنها تعد دون الزيجة الأولى كرامة.».
أما القديس أمبروسيوس  فقال : «إننا لا نمنع الزيجة الثانية ولكننا لا نستحسن تعدد الزوجات». وقد جاء في القانون رقم (50) في رساله القديس باسيليوس  الثانية إلى امفلوخيوس (أسقف مدينة أيقونية): «أننا نحسب الزيجة الثالثة عارا في الكنيسة، ولكننا لا نحكم حكما جازما ضد من يعقدها، فهي أفضل من الزنا في الخفاء».
أن أول حالة لتعدد زوجات في الكتاب المقدس هي لـ: لامك (شخصية في التوراة) حيث جاء في سفر التكوين 4: 19 : «وَاتَّخَذَ لامَكُ لِنَفْسِهِ امْرَاتَيْنِ».
يُذكر أنه في عام 2011 قامت مجموعة من النساء اليهوديات بالدعوة إلى السماح بأن يكون تعدد الزوجات قانونيا في إسرائيل وذلك للحد من ارتفاع نسبة العنوسة واعتبار تعدد الزوجات الحل اليهودي الامثل للعديد من المشاكل الاجتماعية، بما فيها مشكلة النزاع الديمغرافي مع العرب. حيث ساند هذه الدعوة عدد قليل من رجال الدين اليهود، فتعدد الزوجات حسب القانون الإسرائيلي جريمة يحاسب عليها القانون رغم أنَّ التوراة لا تحرمها.
يرى الحاخام شتاين أنَّ الحل للعديد من المشاكل الاجتماعية كالعنوسة والزنى والامراض الجنسية يكمن في تعدد الزوجات ما سيساهم في زيادة أعداد اليهود في العالم، وهو أحد ركائز الدين حسب قوله.

## دخول النساء في الإسلام

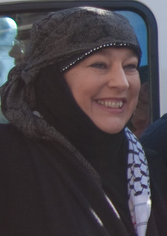
الصحفية البريطانية إيفون ردلي التي اعتنقت الإسلام وألفت كتاب الطريق إلى الجنة

تشكل النساء نسبة كبيرة أو متزايدة من المتحولين إلى الإسلام في العديد من الدول الغربية. وفقًا للباحثين في جامعة سوانسي، من بين حوالي 100,000 شخص اعتنقوا الإسلام في المملكة المتحدة بين عامي 2001 و2011 كان 75٪ منهم من النساء. في الولايات المتحدة زاد عدد النساء اللاتينيات من أصل إسباني اللاتي اعتنقن الإسلام أكثر من الرجال، مع كون هؤلاء النساء متعلمات وشابات ومهنيات في الغالب.
كما ارتفعت نسبة النساء المتحولات إلى الإسلام في الولايات المتحدة من 32٪ في عام 2000 إلى 41٪ في عام 2011. وفي البرازيل؛ 70٪ تقريبا من الذين اعتنقوا الإسلام هم من النساء ومعظمهم من الشابات والحاصلات على تعليم جيد نسبيًا، أما في ليتوانيا تشكل الفتيات الشابات ما يقدر بنحو 80٪ من المتحولين إلى الإسلام.
ووفقًا لسوزان لوينبرغر من معهد الدراسات المتقدمة في العلوم الإنسانية والاجتماعية بجامعة برن، تشكل الإناث حوالي 60-70٪ من المتحولين إلى الإسلام في أوروبا.
فيما يلي أبرز المتحولين إلى الإسلام من النساء من المجتمعات العربية والغربية:
- الإعلامية الألمانية السابقة في قناة إم تي في والمؤلفة كريستيان باكر.[100]
- المغنية الأمريكية والأيقونة الثقافية جانيت جاكسون.[101]
- الكاتبة الإنجليزية الفرنسية والمذيعة والأكاديمية ميريام فرانسوا سييرا
- عارضة الأزياء الماليزية فيليكسيا ييب.[102]
- عارضة الأزياء التشيكية ماركيتا كوتسينكوفا
- العارضة البلجيكية ومرشحة ملكة جمال بلجيكا السابقة ليندسي فان جيلي
- العارضة الألبانية ريا بيكو
- عارضة الأزياء الروسية وملكة جمال موسكو السابقة أوكسانا فويفودينا[103]
- عارضة الأزياء الألمانية آنا ماريا فيرتشيشي (نيي لاغيربلوم)
- عارضة الأزياء الأمريكية كندرا سبيرز (الأميرة سلوى آغا خان).[104]
- عارضة الأزياء الأسترالية وصيفة ملكة جمال أستراليا العالمية إيما ماري إدواردز
- عارضة الأزياء الجنوب الأفريقية ويندي جاكوب.[105]
- العارضة الليتوانية التي تحولت إلى ممثلة كارولينا «كيري» ديميرشي.[106]
- المطربة البنانية ديانا حداد.[107]
- الممثلة الأمريكية إلين بورستين.[108]
- الصحفية البريطانية لورين بوث
- المستشرقة الاسكتلندية زينب كوبولد.
- مغنية راب الفرنسية ديامس.
- المستكشفة والكاتبة السويسرية إيزابيل إيبرهارت.
- الصحفية الإسبانية أماندا فيغيراس [الإنجليزية]
- الممثلة الأردنية رانيا فهد
- الرهينة الفرنسية صوفي بترونين.[109]
- المغنية الأيرلندية سينيد أوكونور.[110]

## الصور

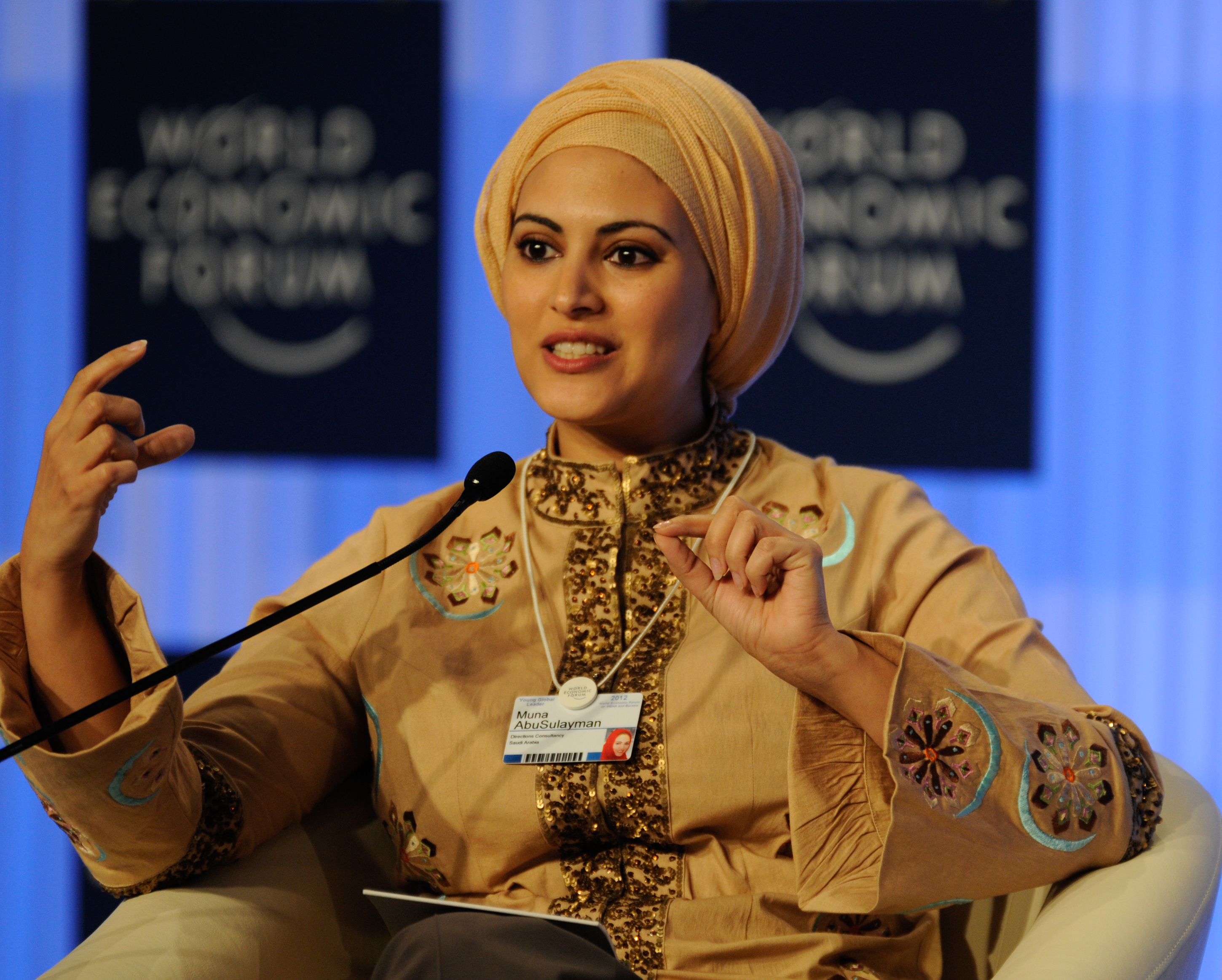
منى أبو سليمان اعلامية سعودية أشهر الإعلاميات المسلمات في الوطن العربي
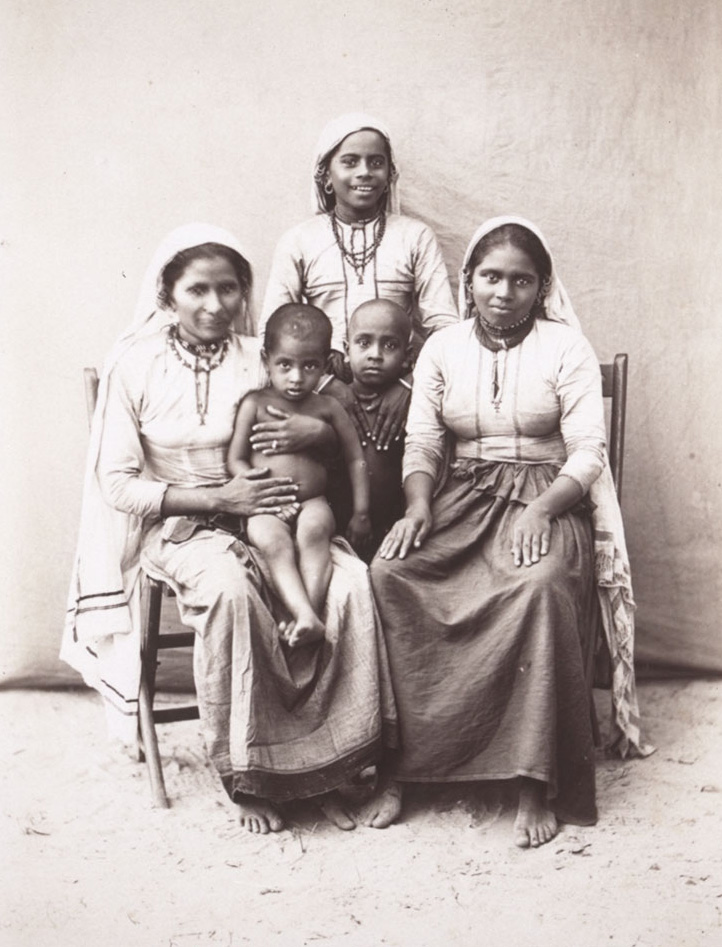
نساء مسلمات بولاية كيرالا أقصى جنوب الهند ترجع لسنة 1901م
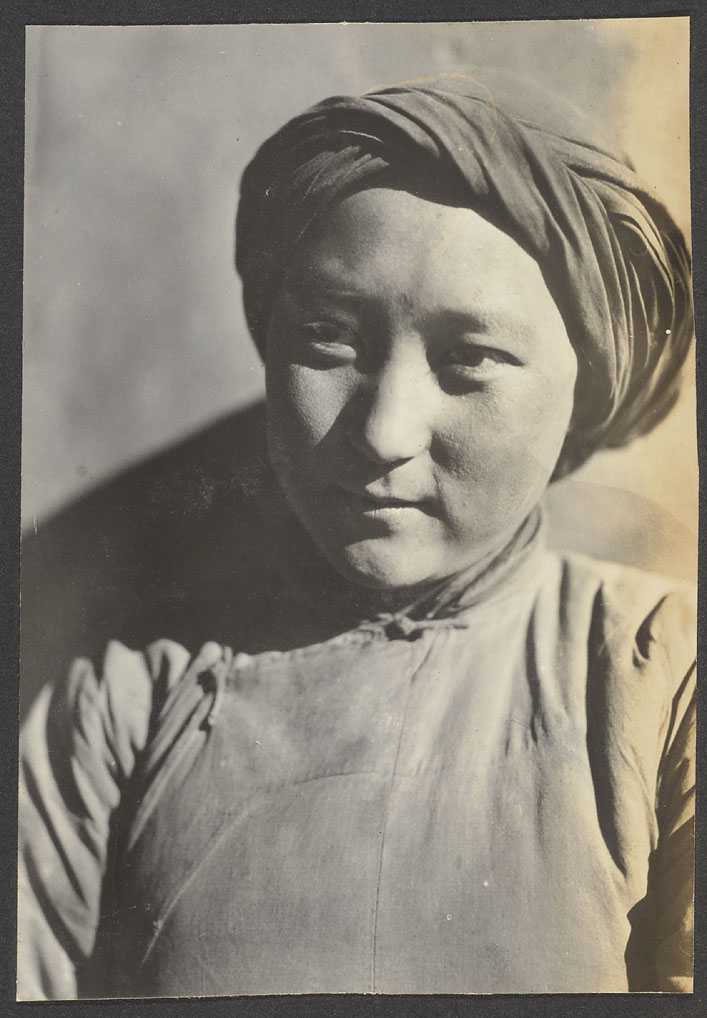
إمرأة مسلمة من عرقية السالار بمنطقة تشينغهاي الصينية ترجع لثلاثينيات القرن الماضي
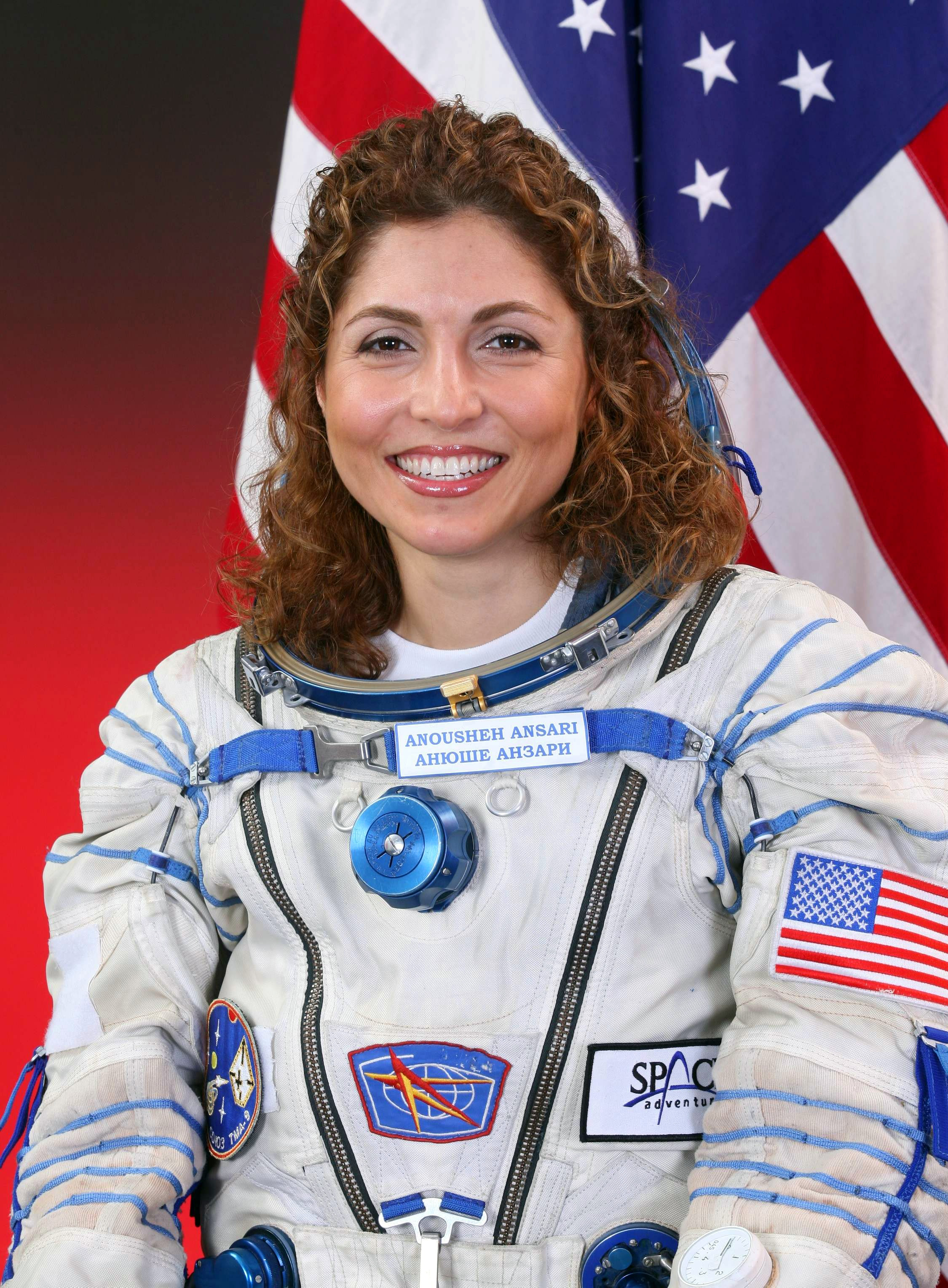
أنوشه أنصاري، أول امرأة مسلمة تصل إلى الفضاء
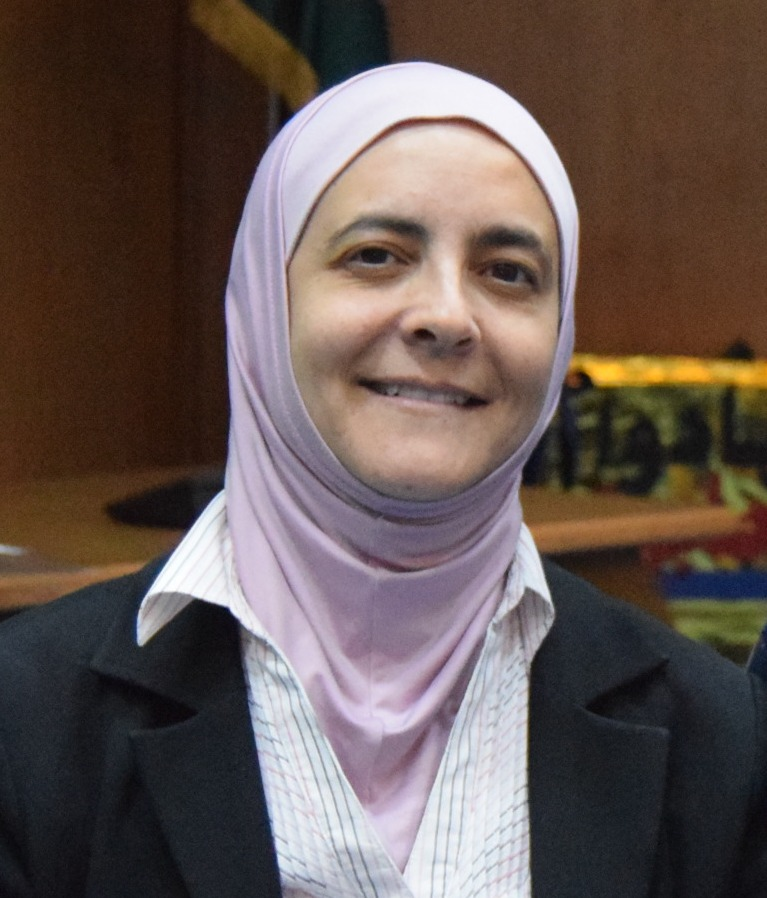
رنا الدجاني - باحثة أردنية متخصصة في بيولوجيا الخلية، حاصلة على الدكتوراه في البيولوجيا الجزئية من جامعة آيوا في الولايات المتحدة الأمريكية